# Kartuzy
Kartuzy (dodatkowa nazwa w języku kaszub. Kartuzë, niem. Karthaus) – kaszubskie miasto w województwie pomorskim, siedziba powiatu kartuskiego i gminy miejsko-wiejskiej Kartuzy. Miasto leży nad czterema jeziorami zwanymi kartuskimi. Są to: jezioro Karczemne, Klasztorne Duże, Klasztorne Małe i Mielenko. W Kartuzach krzyżują się drogi wojewódzkie: nr 211, nr 224 i nr 228.
Według danych GUS z 30 czerwca 2023 roku, Kartuzy liczyły 13 902 mieszkańców i były pod względem liczby ludności osiemnastym miastem w województwie pomorskim.

## Położenie
Według danych GUS z 1 stycznia 2023 roku powierzchnia miasta wynosi 6,80 km².
Kartuzy leżą na Kaszubach, stanowiących część Pomorza Gdańskiego.
W latach 1975–1998 miasto administracyjnie należało do woj. gdańskiego. Od roku 1999 Kartuzy leżą w województwie pomorskim i są stolicą powiatu kartuskiego.

## Historia

### Neolit
Prace archeologiczne na terenie Kartuz zaczęły się w XIX wieku. Większość ze znalezisk została jednak stracona podczas II wojny światowej. Kolejne prace mające na celu odtworzenie historii Kartuz były wykonywane w latach 70. XX wieku.
Rejon Kartuz został zasiedlony prawdopodobnie później niż tereny znajdujące się na południe. Przez okres plejstocenu teren ten był zajęty przez lądolód. W okresach interglacjałów pojawiały się na Pomorzu różne grupy ludności koczowniczej, wędrujące na północ za zwierzyną, brak jednak znalezisk potwierdzających bytność takich grup na terenie przyszłego miasta.
W okresie borealnym, kiedy klimat na Pomorzu się ocieplił i ustabilizował, grupy koczownicze zaczęły się osiedlać. Udoskonalono broń i narzędzia. Rekonstrukcja egzystencji grup zamieszkujących te tereny jest jednak niemożliwa i oparta jest jedynie na analogii do terenów ościennych. Na tym terenie odnajdywane są jedynie pojedyncze znaleziska świadczące o zamieszkiwaniu grupy ludzi. Nieco lepsza jest sytuacja z badaniem osadnictwa późnego neolitu. Znajdowane są fragmenty ceramiki, ślady rolnictwa. Słabe gleby nie sprzyjały rozwojowi siedzib ludzkich na obszarze ziemi kartuskiej.

### Epoka brązu
Więcej przedmiotów zachowało się z epoki brązu. Wiadomo, że tereny te były zamieszkane przez przedstawicieli kultury łużyckiej. Niewiele wiadomo o osadach tych ludów, głównymi znaleziskami są pojedyncze groby i przedmioty w nich znalezione. Zostały znalezione również fragmenty ceramiki, narzędzia rolnicze oraz biżuteria. Gęstość zaludnienia w okolicach w tym czasie szacuje się na jedną osobę na 2–5 km².

### Starożytność
Ziemia kartuska w starożytności leżała na uboczu szlaku bursztynowego, przez co z tego okresu pochodzi niewiele znalezisk. Wiadomo jednak znacznie więcej na temat domostw i struktury społecznej, głównie dzięki analogiom do innych podobnych terenów.

### Średniowiecze

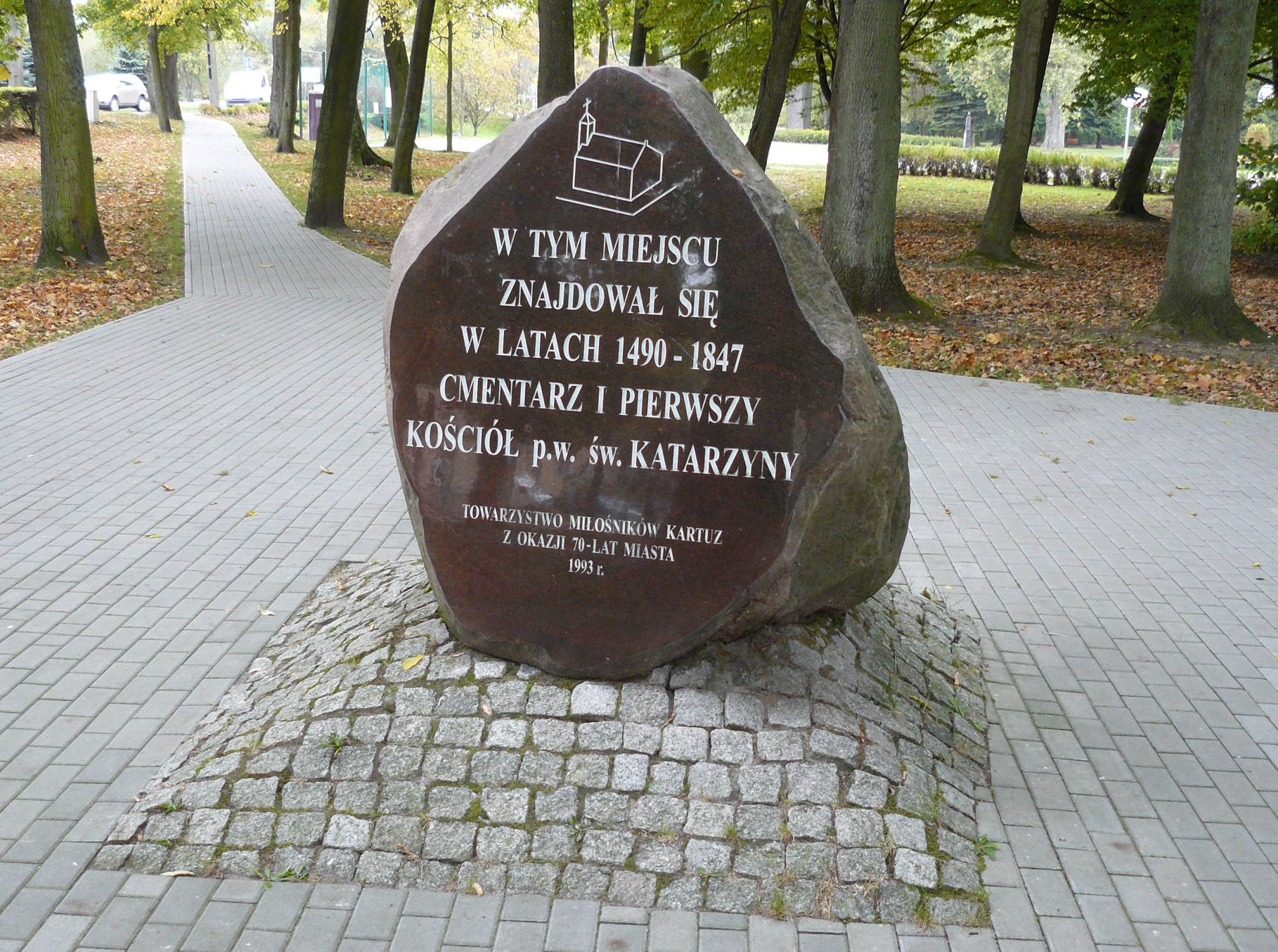
Kamień pamiątkowy w miejscu dawnego kościoła św. Katarzyny

W 1382 roku Jan z Rusocina założył w Kartuzach kartuzję Paradisus Beatae Mariae. Fundacja kartuska w XVIII wieku słynęła z bogactwa, wyrobu słynnego likieru i działalności charytatywnej.

### 1800–1918
W 1818 roku wieś Kartuzy została stolicą powiatu. Znajdowały się tu wszystkie urzędy i instytucje, które znajdowały się w miastach powiatowych, czyli: starostwo, sąd grodzki, więzienie, urząd skarbowy, powiatowa komenda policji, bank, urząd pocztowy oraz wiele innych.
W 1825 roku, po kasacie klasztoru kartuzów decyzją administracji kościelnej dokonano rozbiórki dawnego kościoła parafialnego św. Katarzyny, znajdującego się na nieistniejącym cmentarzu (ob. Park Solidarności) między pl. św. Brunona a kościołem klasztornym (istnienie drugiej świątyni było dotąd niezbędne wobec surowości reguły kartuzów, uniemożliwiającej kobietom korzystanie z kościoła klasztornego). Kościół ten w okresie reformacji został przyłączony do parafii w Goręczynie jako filialny.
Na koniec 1892 r. wieś Kartuzy liczyła 2.369 mieszkańców. W tym (na podstawie języka ojczystego): 1.401 Kaszubów (1.361 katolików i 40 ewangelików), 822 Niemców (83 katolików i 739 ewangelików), 131 Żydów, 11 Polaków i 4 osoby innych narodowości.
W 1886 roku Kartuzy uzyskały połączenie kolejowe z Pruszczem Gdańskim. W 1897 roku powstał w Kartuzach dworzec kolejowy, który uległ zniszczeniu w 1945 roku w wyniku działań wojennych. W roku 1953 powstał nowy budynek dworcowy w typowym dla tego okresu stylu (socrealizm). W 2017 roku został on zburzony i zastąpiony nowym obiektem. W 1901 roku Kartuzy uzyskały połączenie kolejowe z Kościerzyną. W 1904 roku wybudowano w Kartuzach parowozownię i wieżę ciśnień. W 1905 roku przedłużono linię kolejową Pruszcz – Kartuzy do Lęborka. W 1910 roku po ukończeniu elektrowni wodnej w Rutkach na Raduni, Kartuzy zelektryfikowano.
W tym czasie w Kartuzach funkcjonowały Verschönerungsverein (Tow. Upiększania Kartuz, od roku 1986), Kaschubische Volkskunde, Deutscher Flotten Verein, Vaterländischer Frauenverein (Ojczyźniany Związek Kobiet), Turnverein (klub gimnastyczny), Fussball Verein (klub piłkarski), Tennis Club (z kortami na zapleczu restauracji Borzestowskiego przy ul. Gdańskiej) oraz chóry: kościelny, męski i mieszany. W mieście działało 6 pensjonatów i 8 restauracji.

### 1918–1945

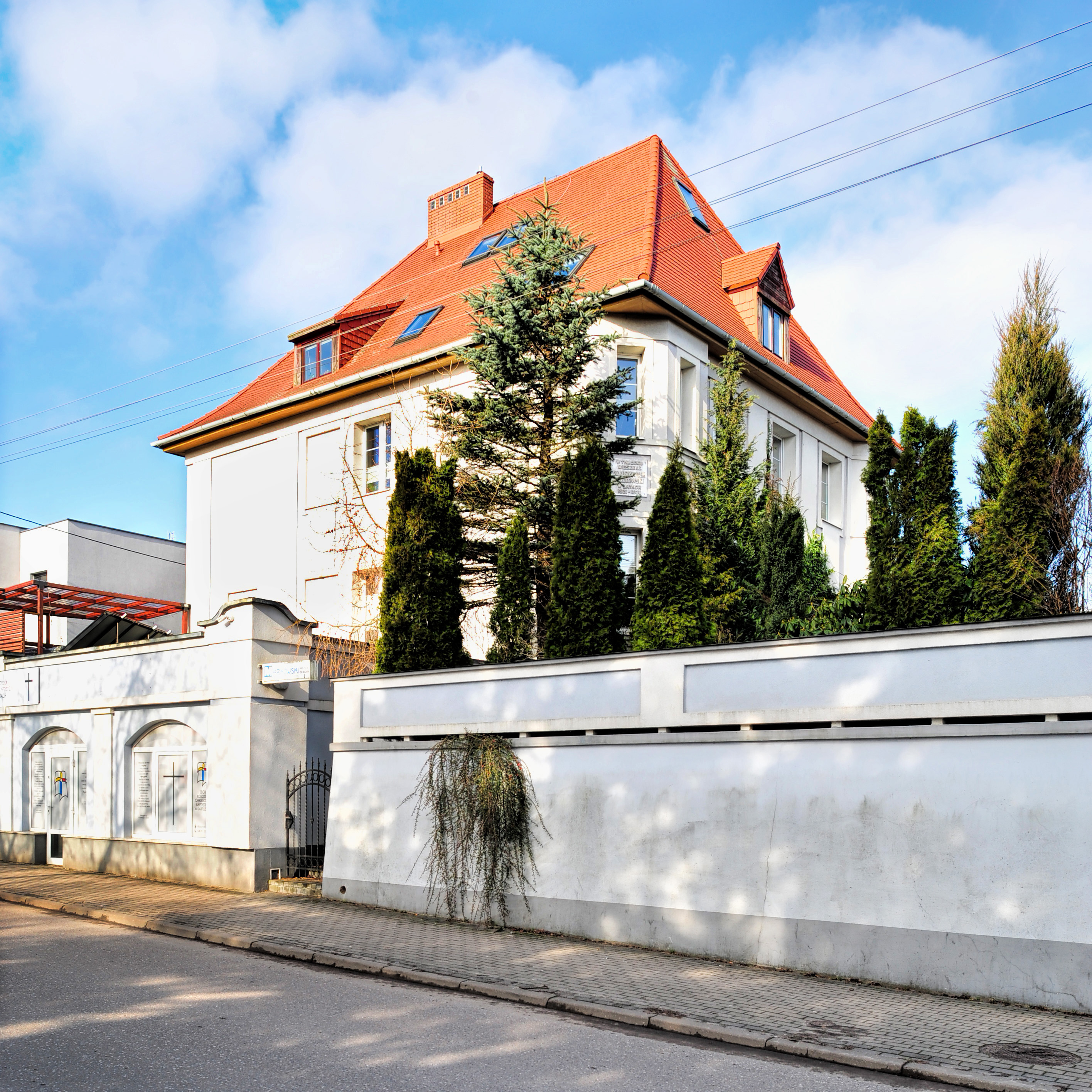
Dom Aleksandra Majkowskiego

Po odzyskaniu przez Polskę niepodległości w roku 1918, wojsko polskie wkroczyło do Kartuz 8 lutego 1920 roku. W 1920 roku utworzono w Kartuzach Powiatową Komendę Policji Państwowej, a miejscowość stała się stolicą powiatu kartuskiego, który graniczył z powiatami wejherowskim i kościerskim oraz z Niemcami i Wolnym Miastem Gdańsk. Kartuzy wówczas nie miały praw miejskich. W latach 1920–1923 wielu Niemców opuściło Kartuzy. Ludność niemiecka, choć w mniejszości, była elitą finansową i intelektualną powiatu. W 1921 roku, po wybudowaniu linii kolejowej Gdynia – Kokoszki (obecnie linia kolejowa nr 235, na odcinku Gdańsk Osowa – Gdynia Główna przebudowana) Kartuzy zyskały połączenie kolejowe z Gdynią. Podczas wojny celnej między Polską a Niemcami połączenie przez Kartuzy, choć typowo lokalne, przejęło pociągi obsługujące port w Gdyni. W szczytowym okresie stacja w Kartuzach zatrudniała aż 150 pracowników, a w powstałej wówczas Ochotniczej Straży Pożarnej pracowało 30 kolejarzy. Węzeł kolejowy posiadał również własną służbę medyczną, w której pracował między innymi działacz kaszubski, poeta Aleksander Majkowski. W 1922 roku w Kartuzach powstał szpital powiatowy.

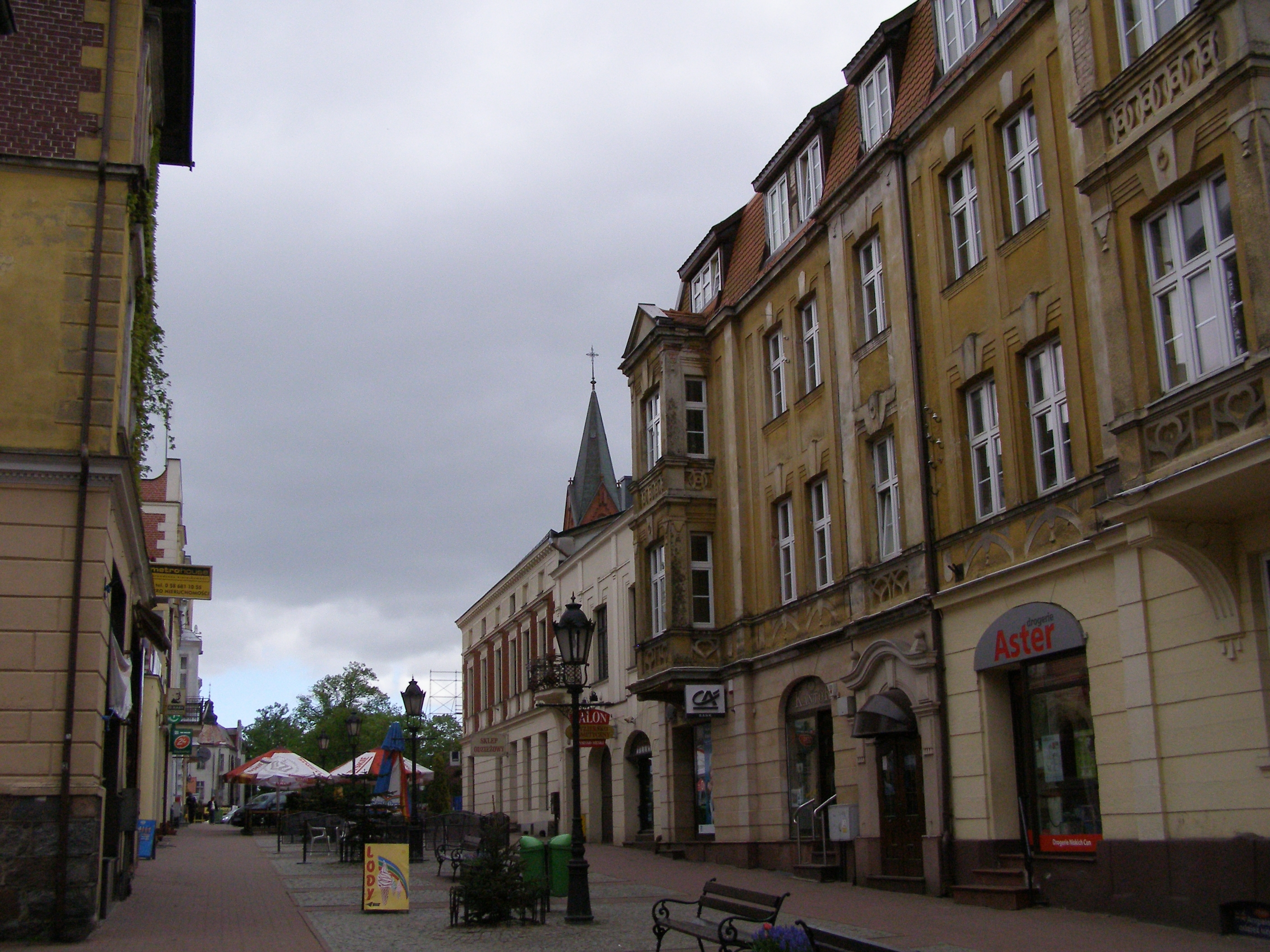
Deptak – ul. Dworcowa

W roku 1923 Kartuzy uzyskały prawa miejskie, co spowodowało podniesienie rangi ośrodka. Wcześniej mimo typowo miejskiej zabudowy i siedziby władz powiatu znaczenie ośrodka było zdecydowanie mniejsze. Pierwszym burmistrzem Kartuz został Walerian Kubasik, wcześniej pracownik magistratu w Toruniu. Wybór burmistrza nie odbył się jednak w drodze wyborów, a konkursu zorganizowanego przez magistrat. W październiku 1925 roku odbyły się pierwsze wybory do Rady Miasta (poprzednia rada została wybrana jako Rada Gminy). W tym samym roku sejm uchwalił ustawę o budowie linii z Bydgoszczy do Gdyni omijającej Kartuzy, co spowodowało znaczne zmniejszenia przewozów kolejowych w tym mieście. W 1936 roku miasto liczyło 5 764 mieszkańców: 5 544 Polaków, 168 Niemców i 45 Żydów.
4 września 1939 roku rozpoczęła się okupacja niemiecka w Kartuzach. W chwili wkraczania do miasta Wehrmachtu podpalona została miejscowa syngoga, a licząca 45 osób diaspora żydowska poddana eksterminacji. W czasie wojny firma Tiefbau Unternehmung Heinrich Speck wybudowała tzw. Nowe Osiedle, składające się z kilkunastu budynków przeznaczonych dla ewakuowanych z Nadrenii i Westfalii ofiar alianckich bombardowań lotniczych. Nowe budynki mieszkalne powstały wówczas również przy ul. Zamkowej i Sambora.
Walki o Kartuzy rozpoczęły się 9 marca 1945 roku. Miasto zaatakowały oddziały pancerne i piechota z 49 Armii generała pułkownika Iwana Griszyna 2 Frontu Białoruskiego Konstantego Rokosowskiego i opanowały je nazajutrz, 10 marca 1945 roku. W czasie walk poległo około 320 żołnierzy Armii Czerwonej.

### 1945–1989
W wyniku działań wojennych w mieście został zniszczony tylko dworzec kolejowy.
19 marca 1945 roku powstał w Bydgoszczy Komitet Powiatowy Polskiej Partii Robotniczej w Kartuzach z chorążym Skołożyńskim jako pierwszym sekretarzem. Na początku maja 1945 w Kartuzach rozpoczął działalność Komitet Obywatelski. W lipcu 1945 roku. ustanowiono w Kartuzach polską administrację. Do roku 1946 pozostała w mieście armia radziecka (przy ul. Majkowskiego miał siedzibę marszałek Konstanty Rokossowski).
W 1947 roku utworzono Muzeum Kaszubskie w Kartuzach (upaństwowione w 1949 roku). Rok wcześniej rozpoczął tu działalność Zespół Pieśni i Tańca „Kaszuby”.
Rozbudowa miasta rozpoczęła się w latach 60. XX wieku. Oprócz nowych zakładów pracy, Domu Rzemiosła, szpitala, szkół, hotelu „Rugan” i budynków władz publicznych zbudowano również osiedla mieszkaniowe imienia „XX-lecia PRL” i „Aleksandra Zawadzkiego”.
25 maja 1969 roku na Złotej Górze odbył się telewizyjny Turniej Miast Kartuzy – Kościerzyna.
Na początku lat 80. XX wieku liczba mieszkańców miasta przekroczyła 12 tysięcy.

## Demografia

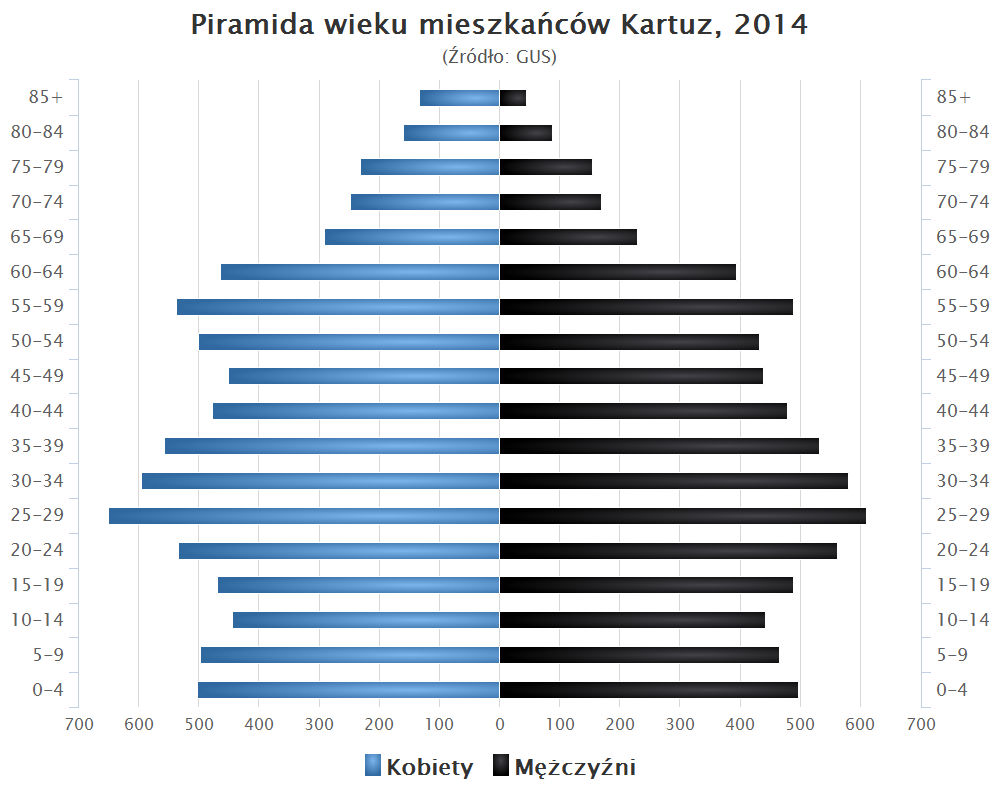
Piramida wieku mieszkańców Kartuz w 2014 roku

## Architektura

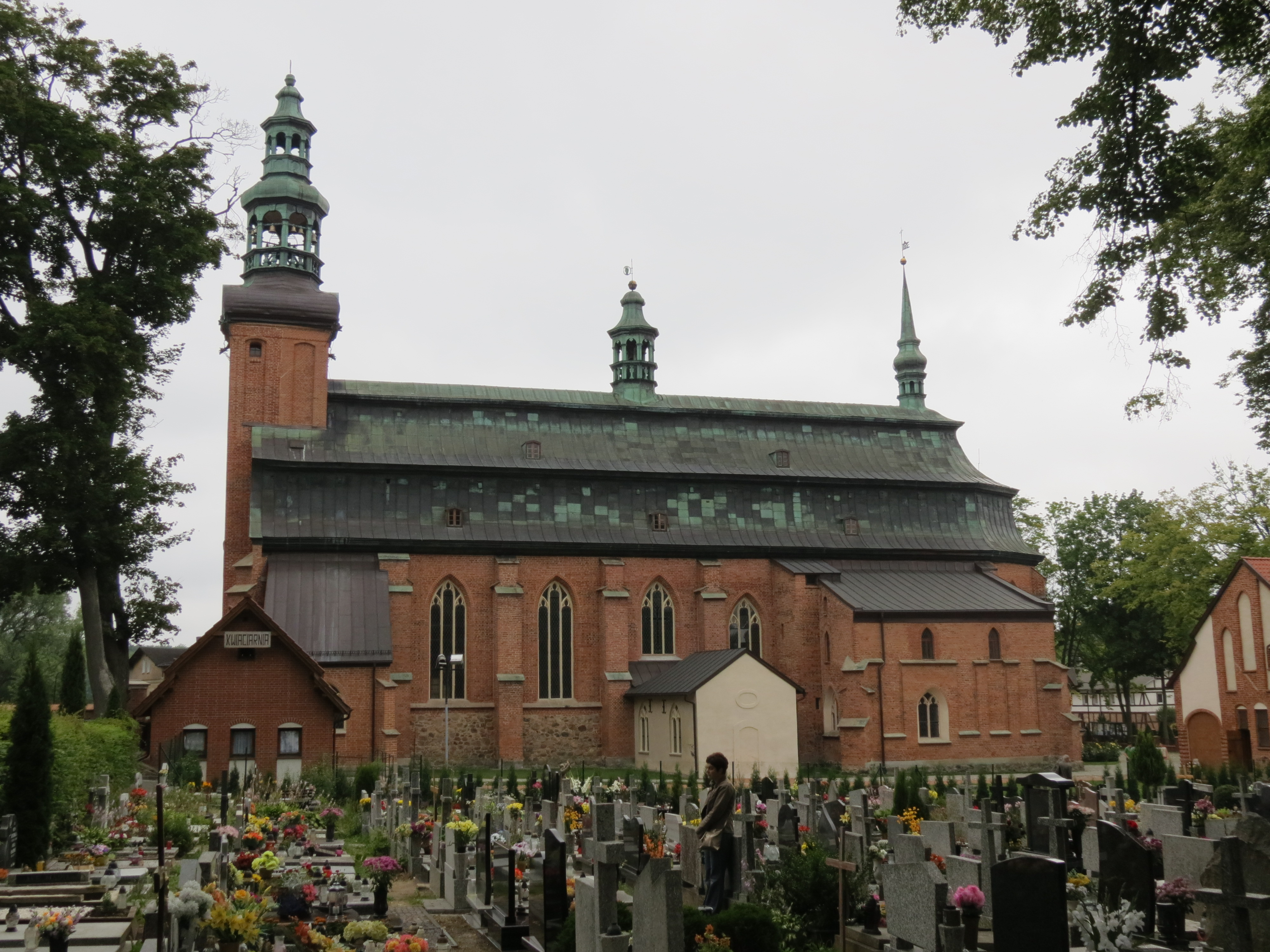
Kolegiata Wniebowzięcia Najświętszej Maryi Panny, widok od strony cmentarza

### Zabytki

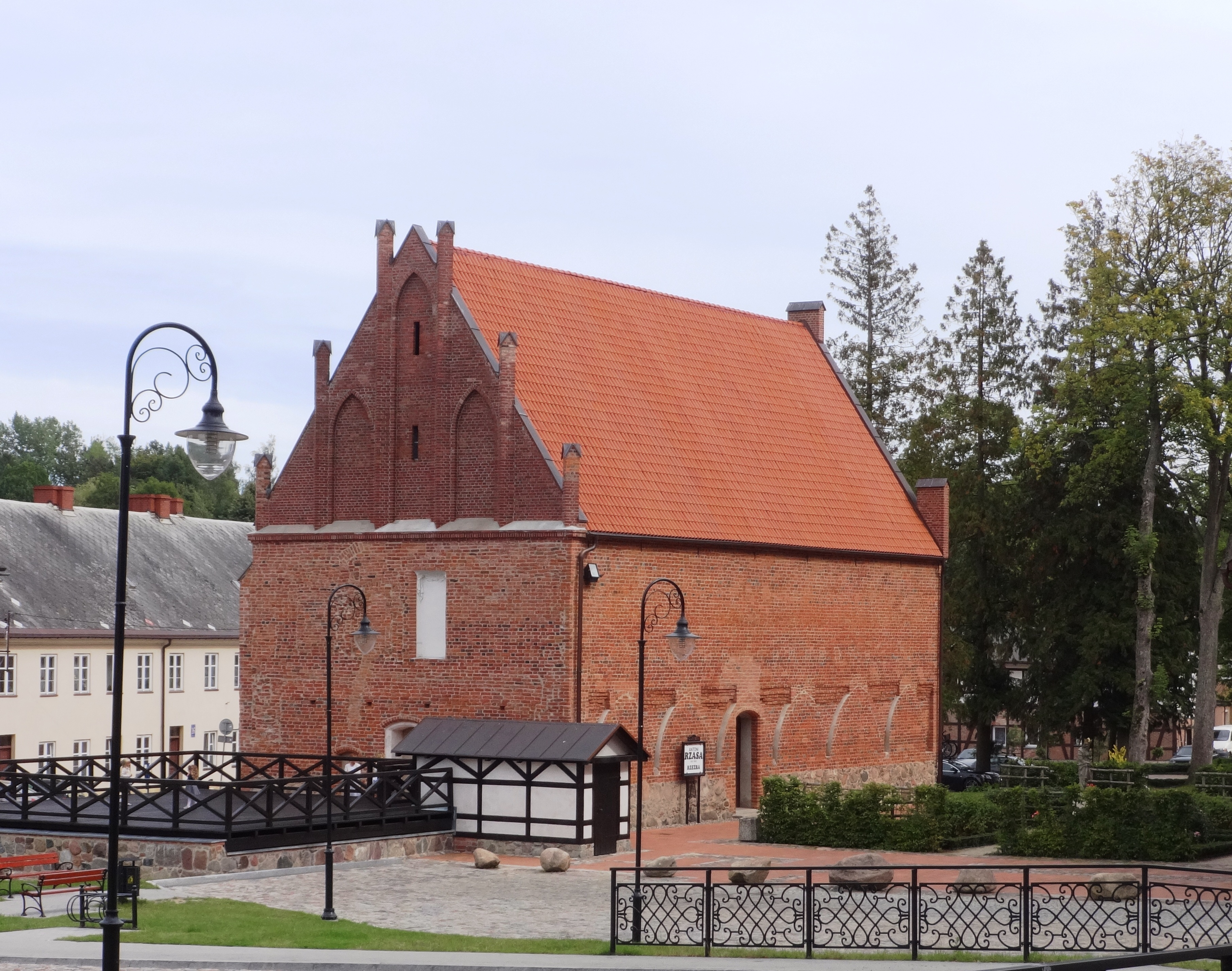
Dawny refektarz, obecnie Galeria „Refektarz”

- XIV-wieczna kolegiata Wniebowzięcia Najświętszej Maryi Panny zakonu Kartuzów z dachem przypominającym wieko trumny
- Erem „P” z ok. 1400 r.
- piaskowcowa rzeźba Madonny z 1750 r.
- średniowieczny refektarz klasztorny (XV wiek), obecnie Galeria „Refektarz”
- zabudowania gospodarcze dawnego folwarku Kartuzów z XV, XVII, XIX–XX w.
- kaplica św. Brunona
- kaplica św. Krzyża z XVII w. na Spiczastej Górze 253 m n.p.m.[40]
- kościół poewangelicki św. Kazimierza z lat 1885–1887
- budynek poczty z 1890 r. w stylu manieryzmu niderlandzkiego, przy ul. Parkowej 2
- dom Aleksandra Majkowskiego z pocz. XX w., przy ul. Majkowskiego 9
- gmach domu kultury z przełomu XIX/XX w.
- gmach Starostwa Powiatowego z pocz. XX w.
- budynek Muzeum Kaszubskiego z pocz. XX w.
- budynek Prokuratury Rejonowej z 1903 r.
- pomnik Matki Boskiej Królowej Korony Polskiej autorstwa Marcina Rożka z 1927 r.
- dom modernistyczny z 1933 r., ul. Majkowskiego 22
- dom modernistyczny z lat 30. XX w., ul. Majkowskiego 24
- dom modernistyczny z lat 30. XX w., ul. Majkowskiego 32
- dom modernistyczny z przełomu lat 20/20 XX w., ul. Parkowa 10
- dom modernistyczny z lat 30. XX w., ul. Prokowska 10
- dom modernistyczny z lat 30. XX w., ul. Zamkowa 13

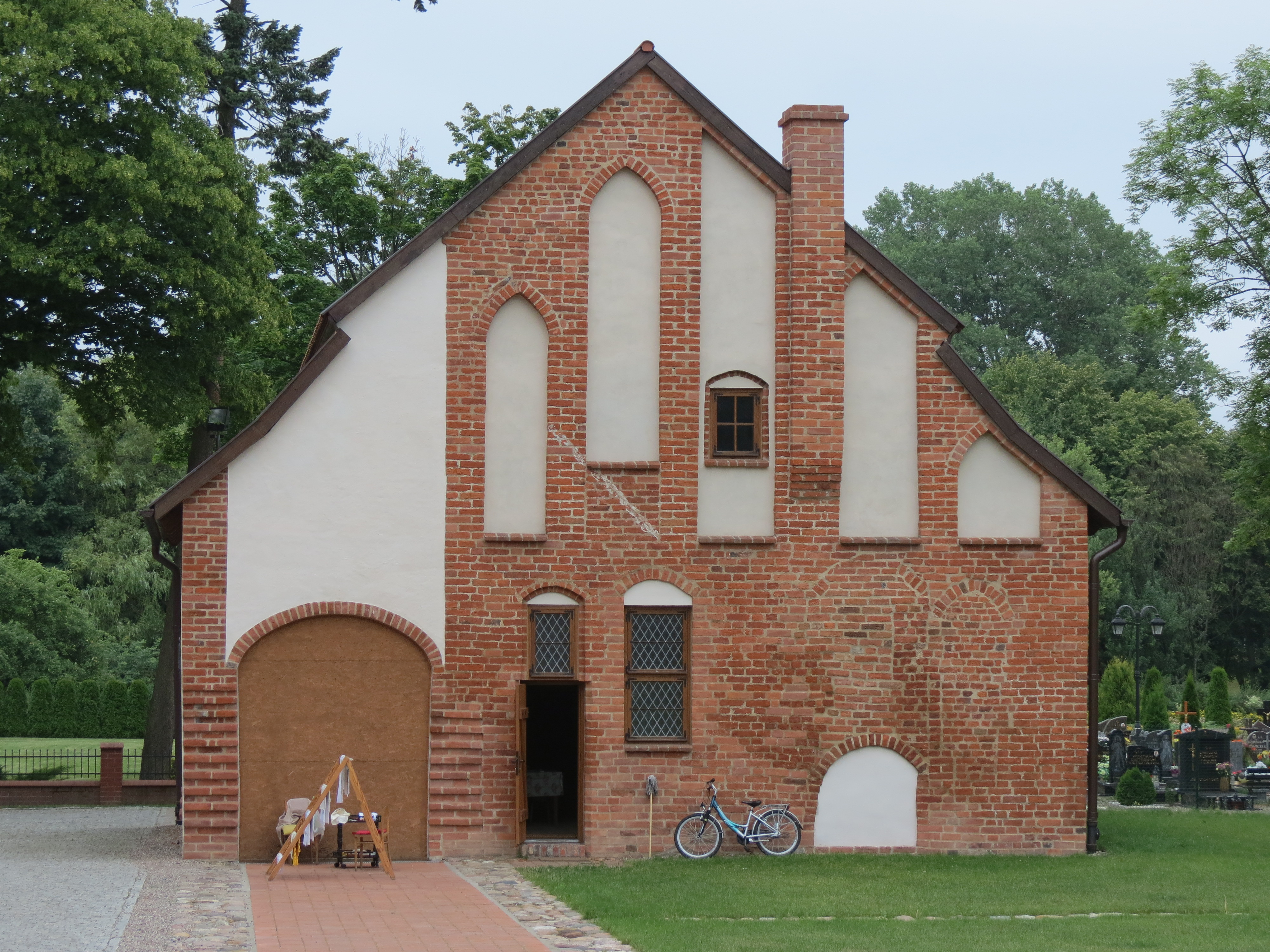
Erem
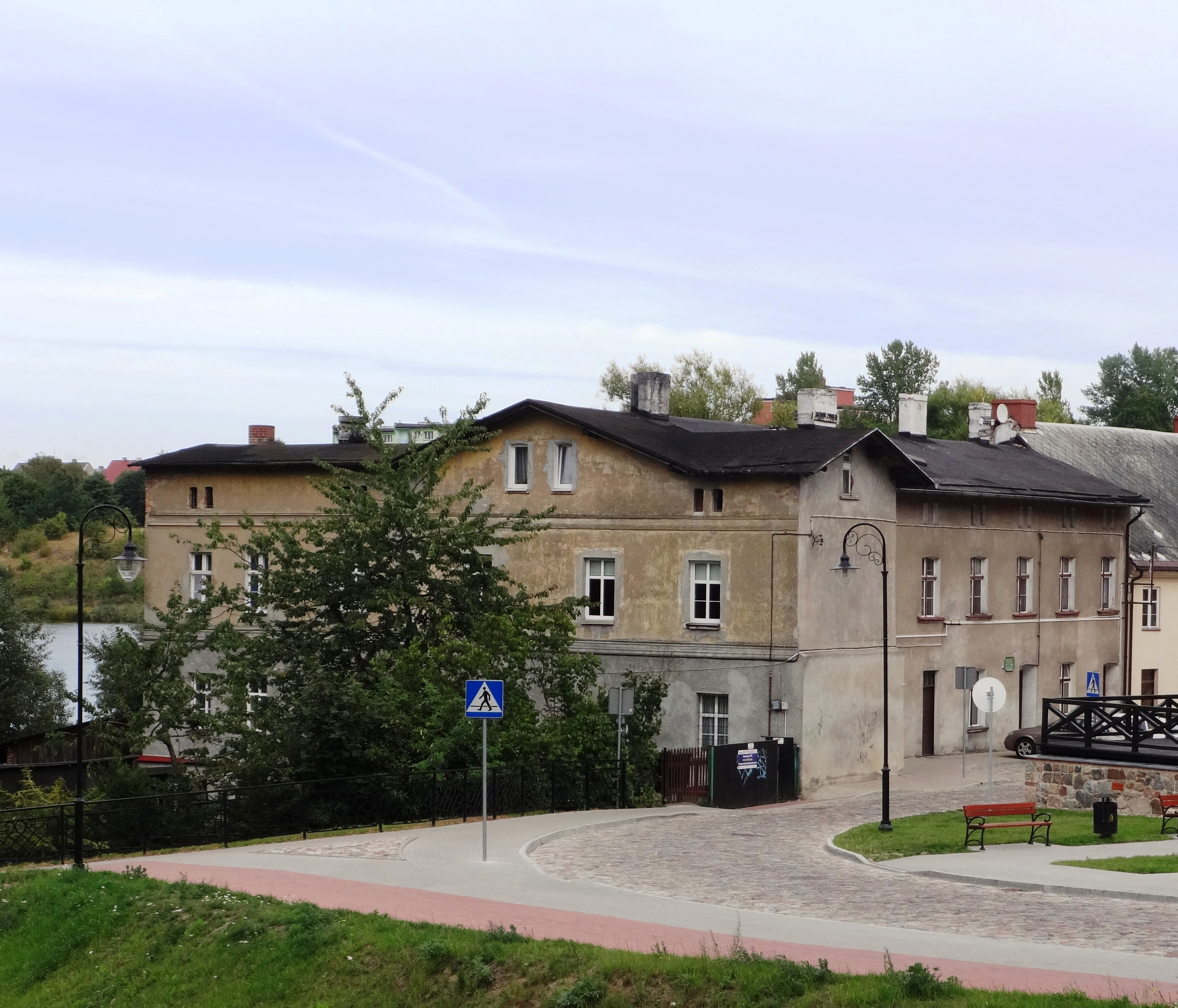
Dawny browar w zabudowaniach folwarcznych
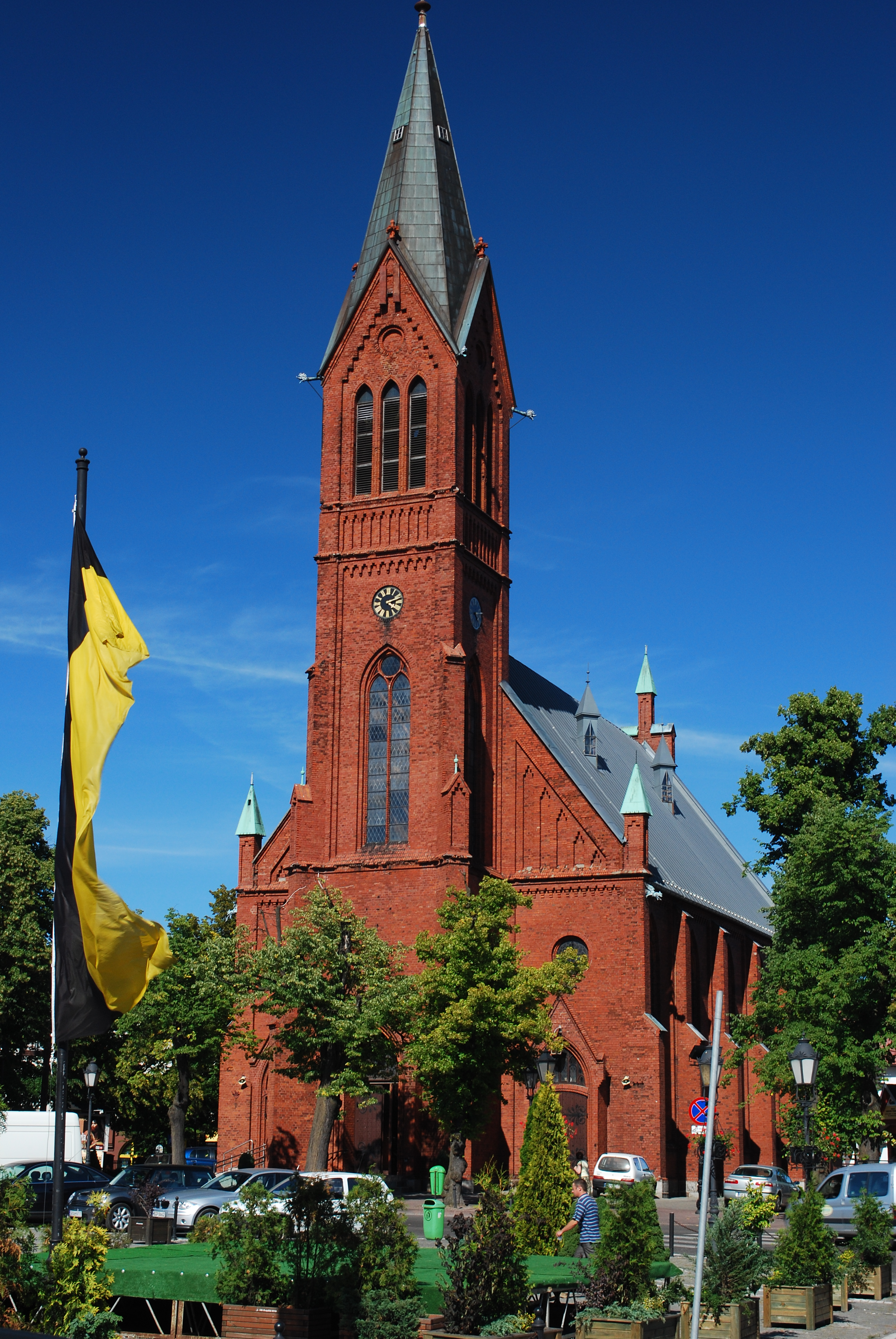
Kościół św. Kazimierza
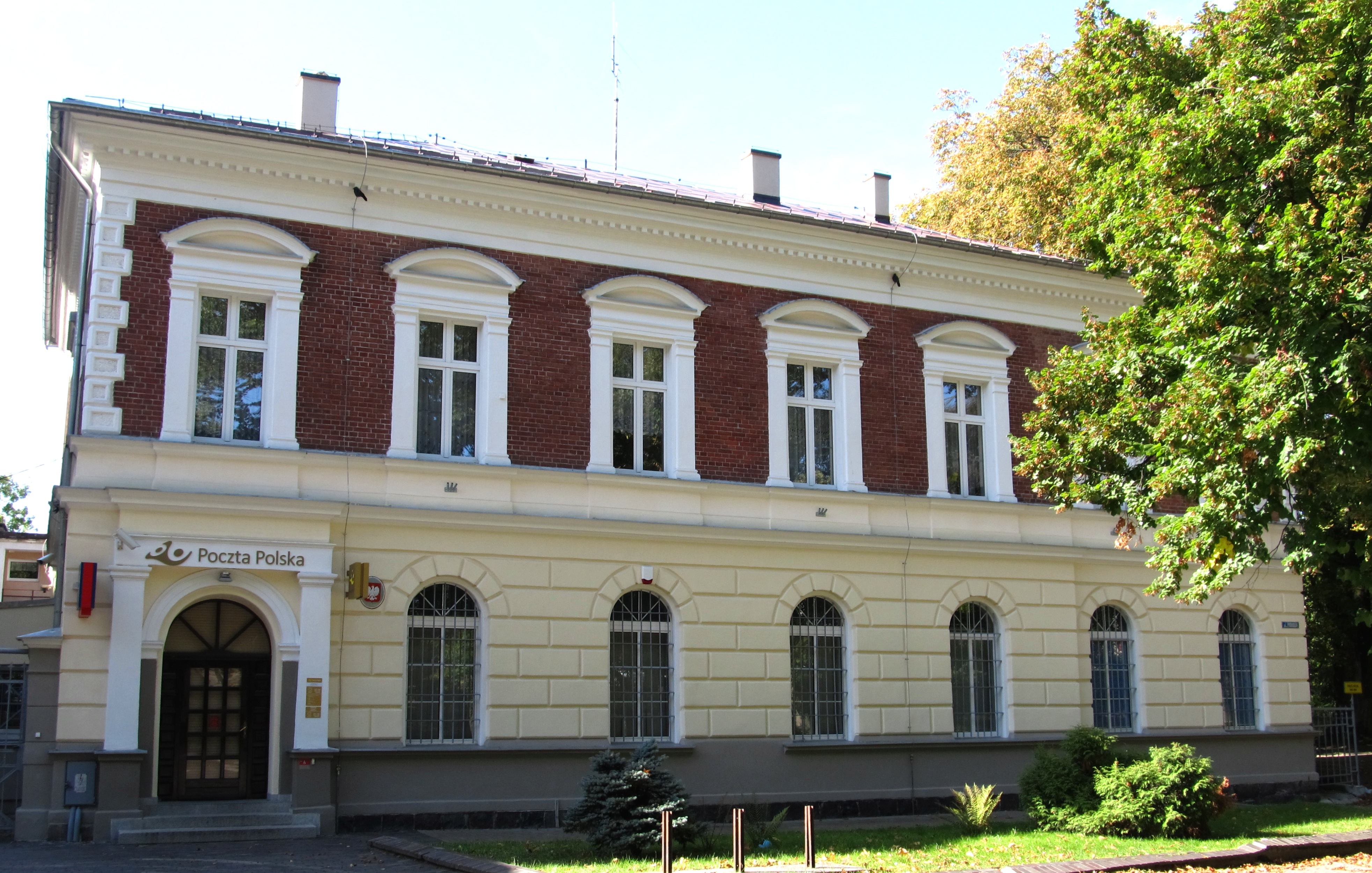
Budynek poczty
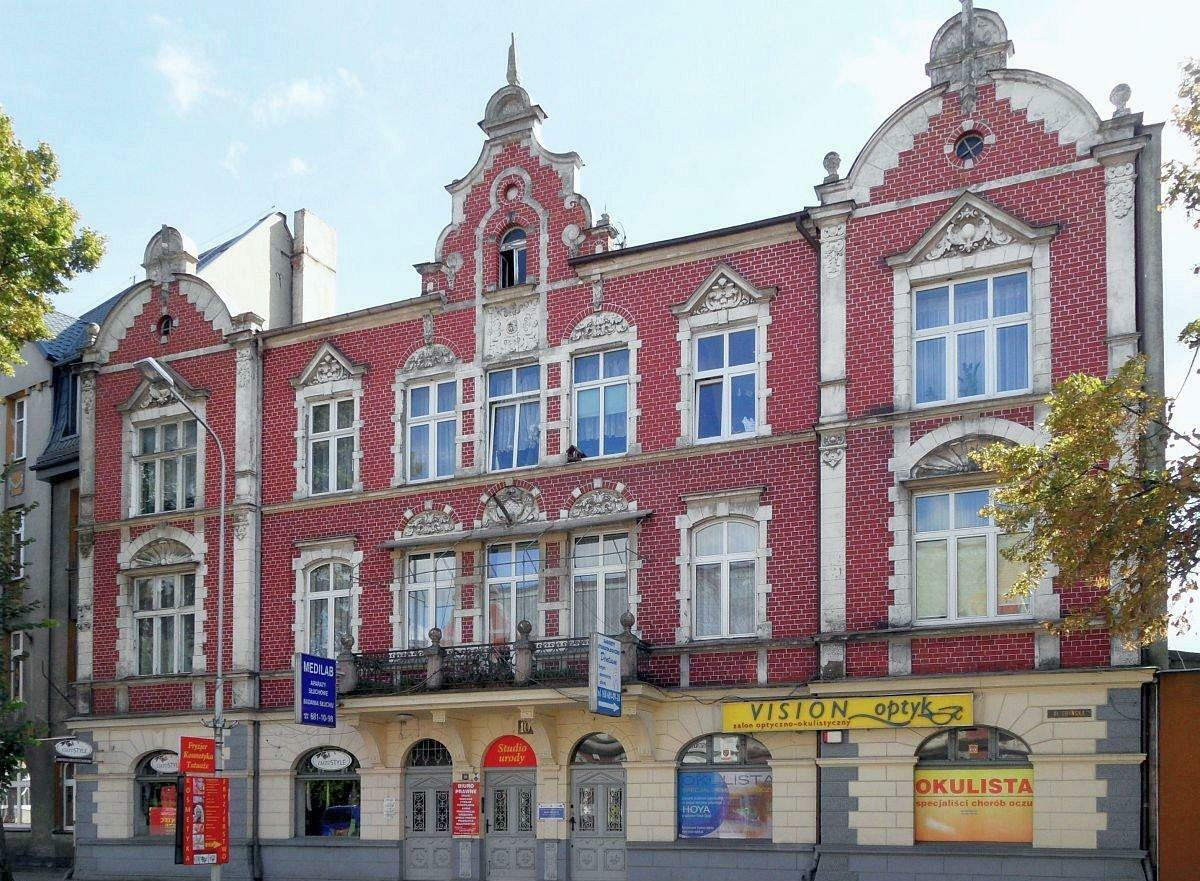
Kamienica przy ul. Gdańskiej
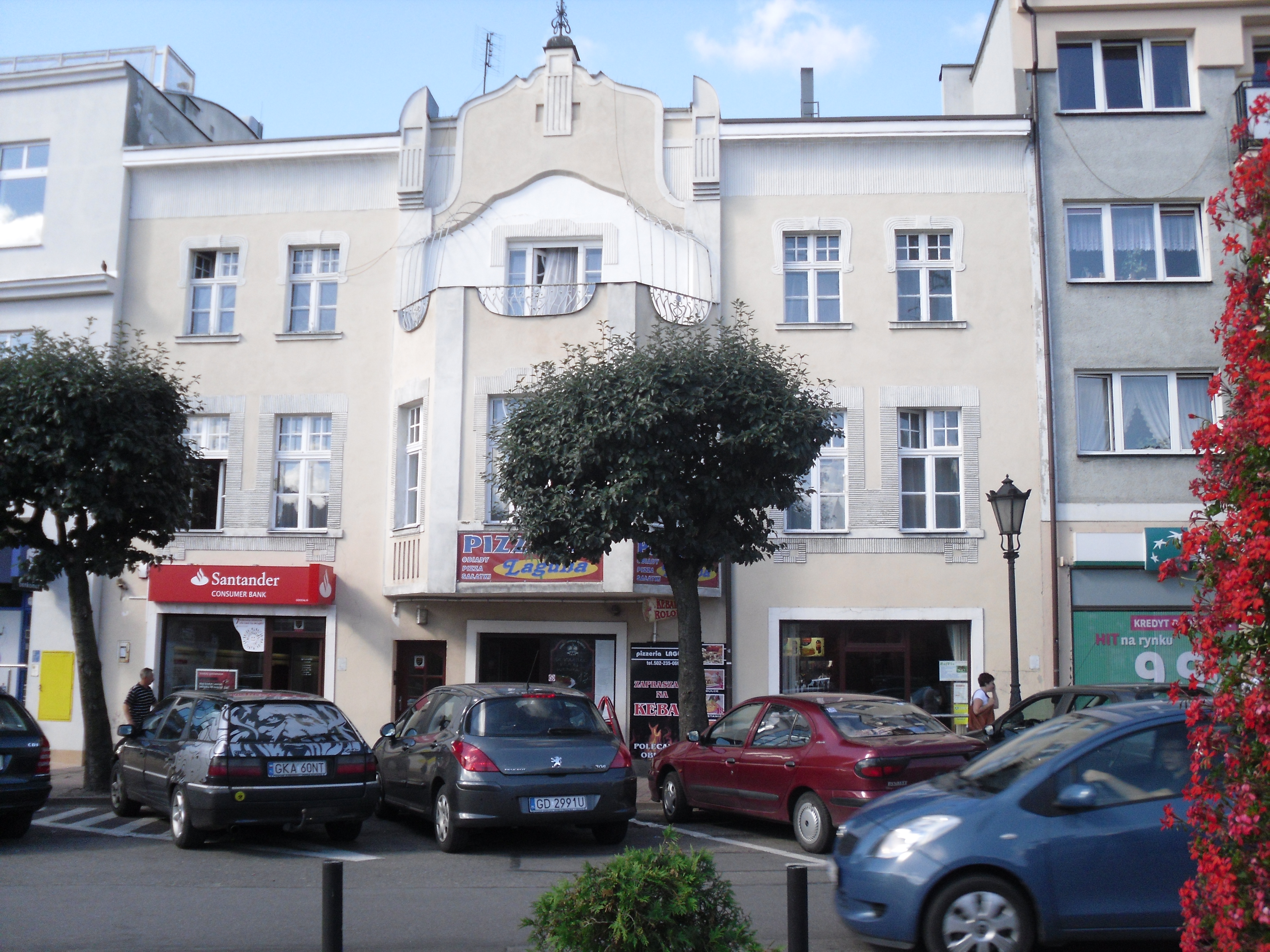
Kamieniczka przy Rynku

## Gospodarka

### Przemysł
W Kartuzach przed II wojną światową, dobrze rozwinął się tylko przemysł rolno-spożywczy (mleczarnia, browar, rzeźnia, młyny). Znaczniej słabiej przed wojną rozwinięty był przemysł drzewny.
Po II wojnie światowej część zakładów przemysłowych została rozkradziona przez Armię Czerwoną, a część została znacjonalizowana. Znacjonalizowane przedsiębiorstwa czasem zmieniały profil produkcji, np. stolarnia stawała się Fabryką Pomocy Naukowych. W latach 50. XX wieku coraz większe znaczenie miał przemysł drzewny, szczególnie Fabryka Pomocy Naukowych. W przemyśle spożywczym powstawały nowe zakłady, np. przetwórstwo runa leśnego. Działały tu również zakłady „Veritasu” produkujące opakowania z tworzyw sztucznych, zakłady „Cepelii” oraz zamrażarnia i przetwórnia Wojewódzkiej Spółdzielni Ogrodniczo – Pszczelarskiej.

## Transport

### Transport kolejowy

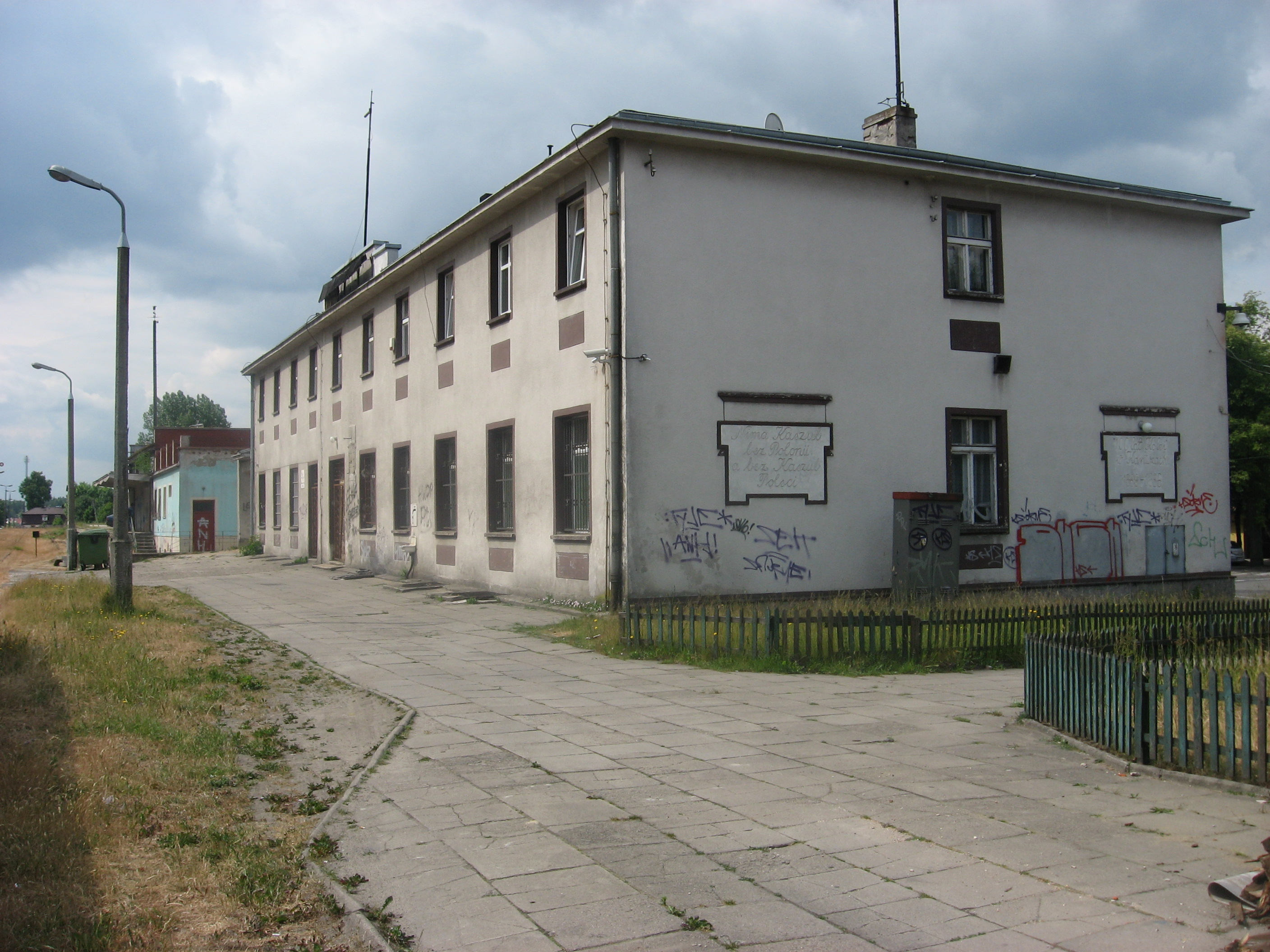
Stary, nieistniejący już dworzec kolejowy w Kartuzach

W mieście znajduje się jedna stacja kolejowa, będąca niegdyś lokalnym węzłem kolejowym. Przez stację przebiega linia kolejowa nr 229 (Pruszcz Gdański – Łeba), a kończy się na niej linia kolejowa nr 214 Somonino – Kartuzy. Ruch pociągów pasażerskich na linii kolejowej nr 229 po 2000 został całkowicie wstrzymany. Od 1 października 2015 w ramach Pomorskiej Kolei Metropolitalnej przywrócono ruch na odcinku Kartuzy – Glincz, tworząc połączenie Kartuz z Gdańskiem. Na pozostałych odcinkach (Glincz – Pruszcz oraz Kartuzy – Lębork) linia 229 jest praktycznie nieprzejezdna. Natomiast na linii kolejowej nr 214 przez wiele lat odbywał się ruch wahadłowy do Somonina, gdzie istniała możliwość przesiadki w kierunku Kościerzyny i Gdyni. Przed 2015 prowadzono tu już tylko sezonowy ruch pasażerski do Gdyni.

### Transport drogowy

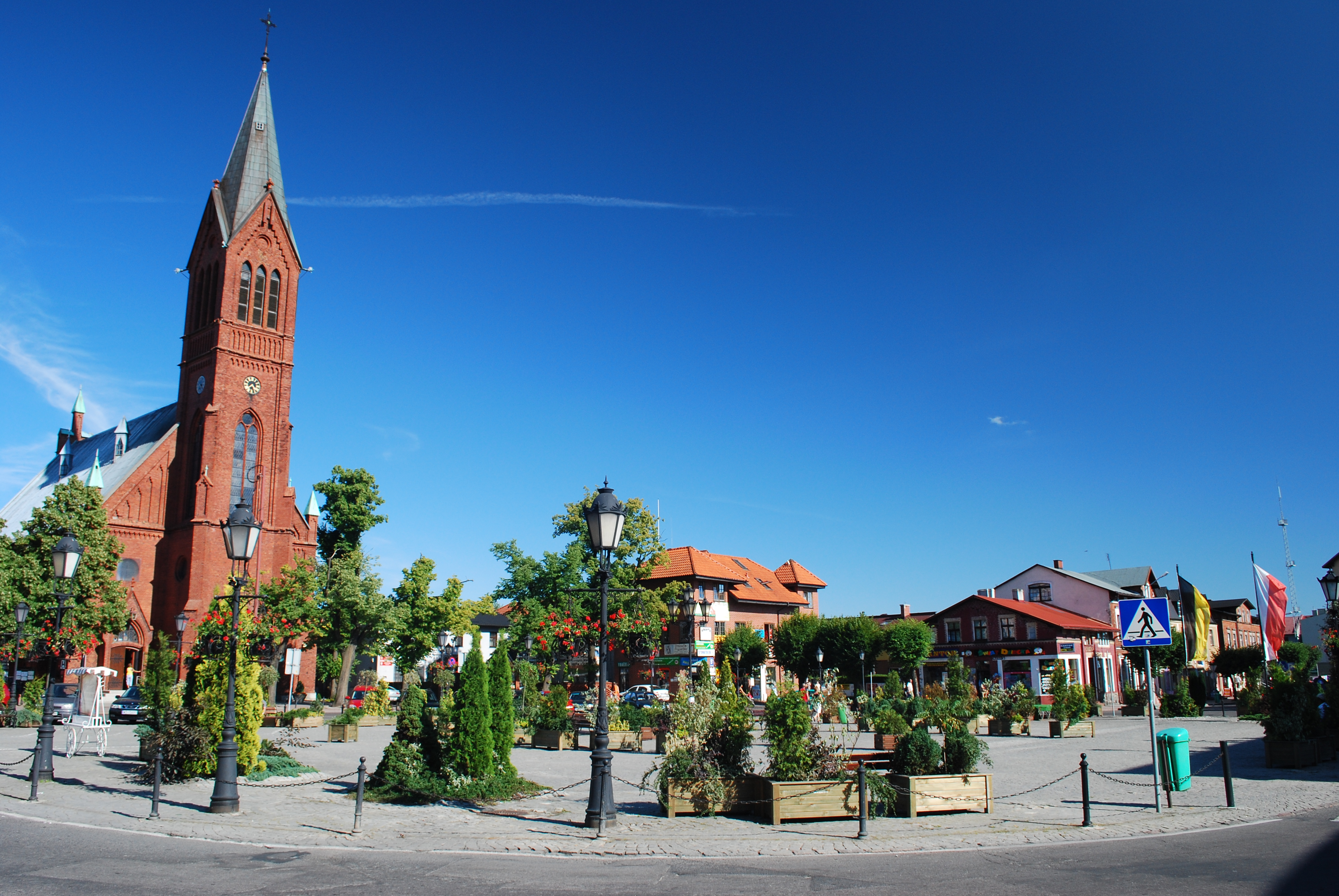
Główny plac w Kartuzach – rondo: ul. Rynek. Widoczny poewangelicki kościół pw. św. Kazimierza

W Kartuzach krzyżują się 3 drogi wojewódzkie: nr 211, nr 224 i nr 228. Droga wojewódzka nr 211 biegnie ulicami: Wzgórza Wolności, Jeziorną i Gdańską; 224 biegnie ulicami: Węglową, Gdańską i Kościerską; 228 biegnie ulicami Jeziorną i Zamkową.

### Transport lotniczy
W odległości 20 km znajduje się gdański Port Lotniczy im. Lecha Wałęsy w Rębiechowie. W 2015 roku przy ul. Ceynowy oddano do użytku sanitarne lądowisko dla śmigłowców.

## Polityka

### Administracja

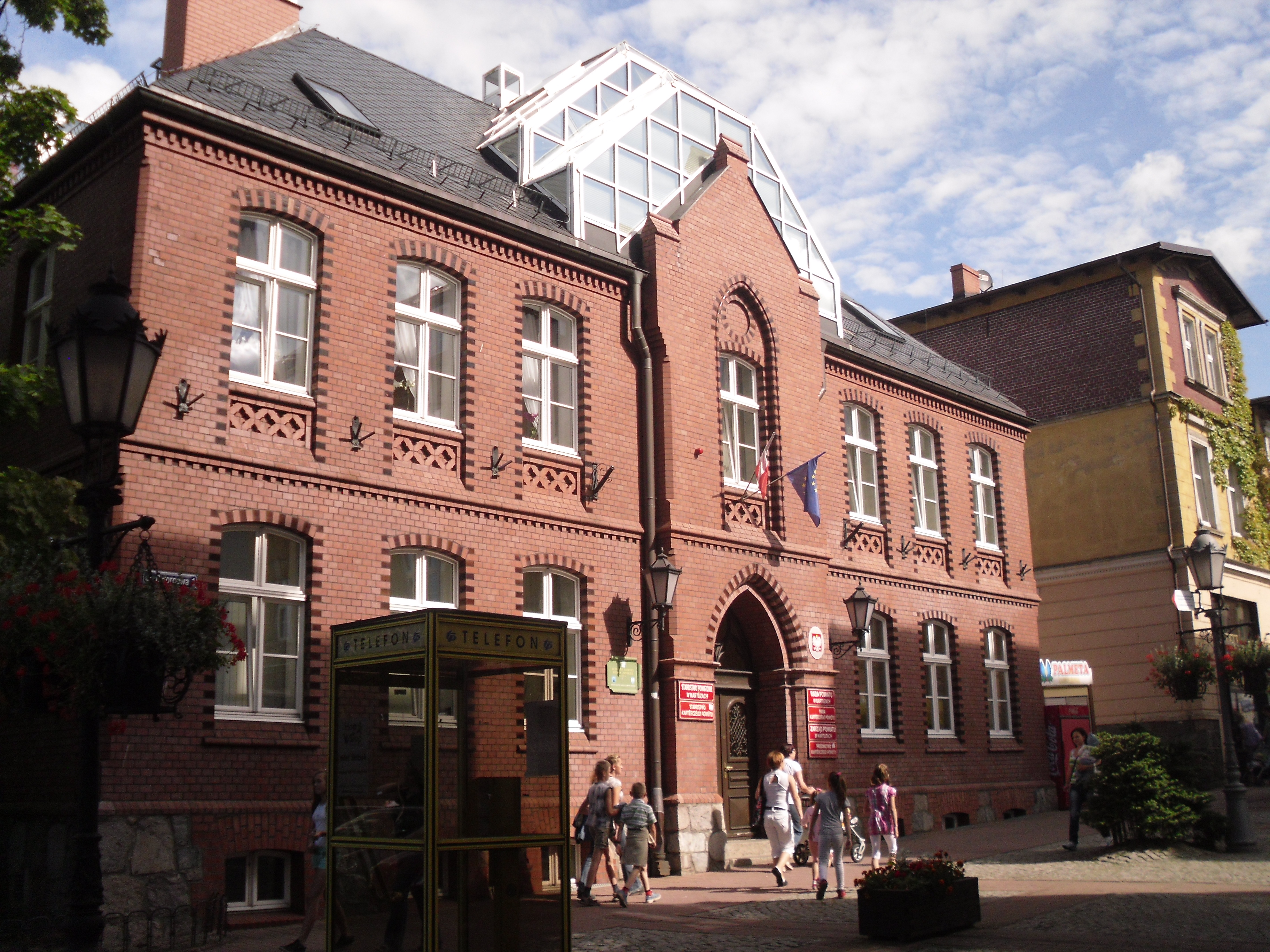
Starostwo Powiatowe w Kartuzach

Miasto jest siedzibą władz gminy miejsko-wiejskiej Kartuzy. Jest siedzibą władz powiatu kartuskiego.
Kartuzy są członkiem Związku Miast Polskich.

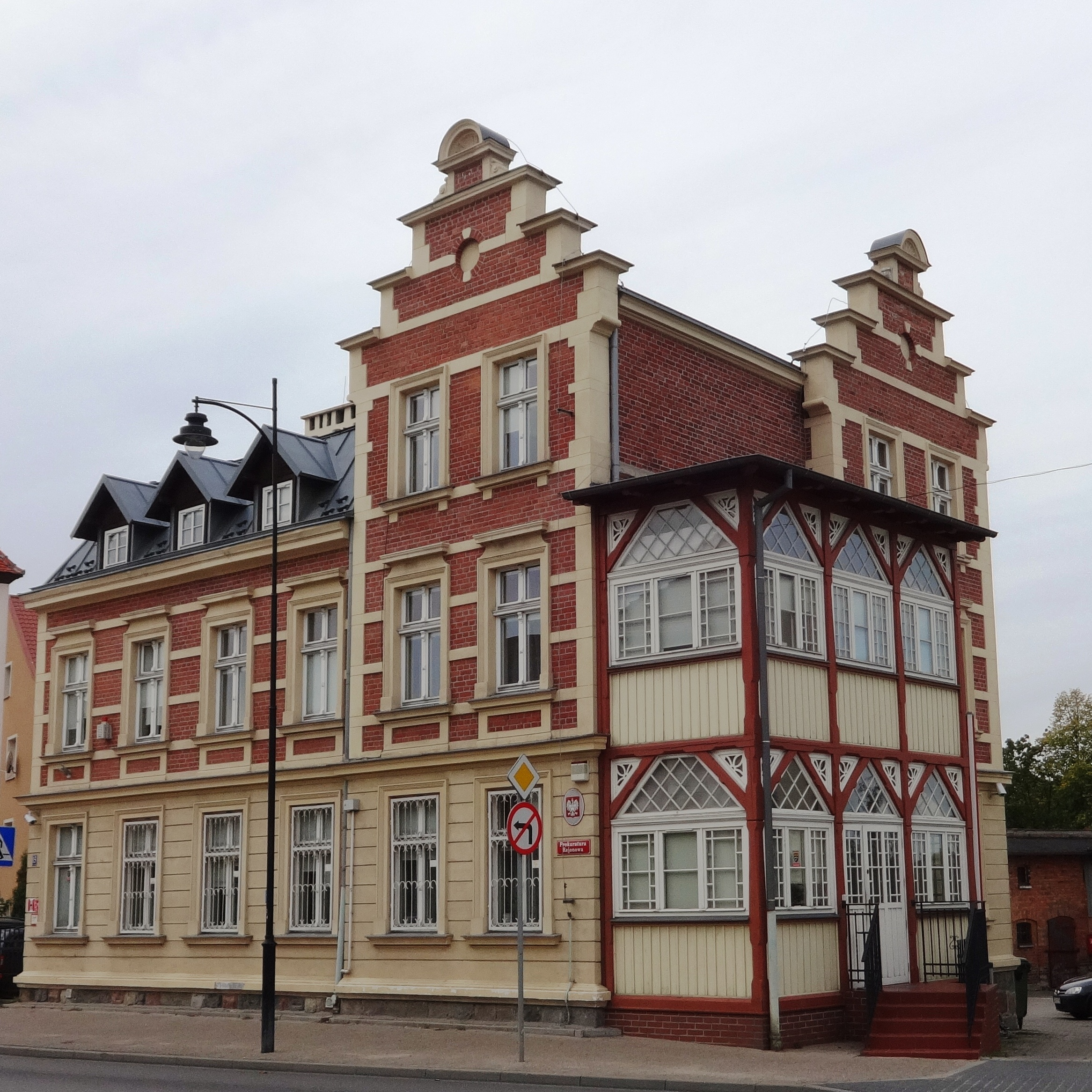
Prokuratura Rejonowa w Kartuzach

### Burmistrzowie Kartuz
Burmistrzowie (lub pełniący obowiązki na stanowisku odpowiadającym burmistrzowi) Kartuz do 1969
- Masełkowski (wójt, 1920–1923)

Burmistrzowie
- Walerian Kubasik (1923–1927)
- Bernard Bączkowski (p.o. 1927)
- Walerian Kubasik (1927–1935, w latach 1933–1935 także przewodniczący Rady Miasta)
- vacat 1935–1936
- Feliks Lewiński (1936–1939)
- Kurt Gutjahr (1939–1945)
- ppłk Popow (komendant wojenny 1945)
- Jakub Banaszek (1945)
- Feliks Lewiński (1945–1949)
- Marian Janczewski (1949–1950). W 1950 likwidacja urzędu i zastąpienie urzędu burmistrza przewodniczącym prezydium MRN.

Przewodniczący prezydium Miejskiej Rady Narodowej
- Marian Janczewski (1950–1952)
- Zygmunt Szczepankiewicz (1952–1953)
- Rudolf Kiryk (1953–1954)
- Konrad Dyrwa (1954–1958)
- Ambroży Bucholc (ok. 1969)

Burmistrzowie (lub pełniący obowiązki na stanowisku odpowiadającym burmistrzowi) Kartuz po 1969
- Bernard Klinkosz (1973–1978) – naczelnik miasta i gminy
- Teofil Klein (1978–1990) – naczelnik miasta i gminy
- Mieczysław Grzegorz Gołuński (1990–1991)
- Maria Kowalewska-Koska (1991–1994)
- Marian Wilkowski (1994–1998)
- Andrzej Kruszyński (1998–2000)
- Kazimierz Borzestowski (2000–2002)
- Mieczysław Grzegorz Gołuński (2002–2006)
- Mirosława Lehman (2006–2014)
- Mieczysław Grzegorz Gołuński (2014–obecnie)

## Współpraca międzynarodowa i samorządowa
Miasta i gminy partnerskie:
- Duderstadt – Niemcy, od 1995 roku[46]
- Polanica-Zdrój, od 2019 roku[47]

## Edukacja
Szkolnictwo ponadgimnazjalne:

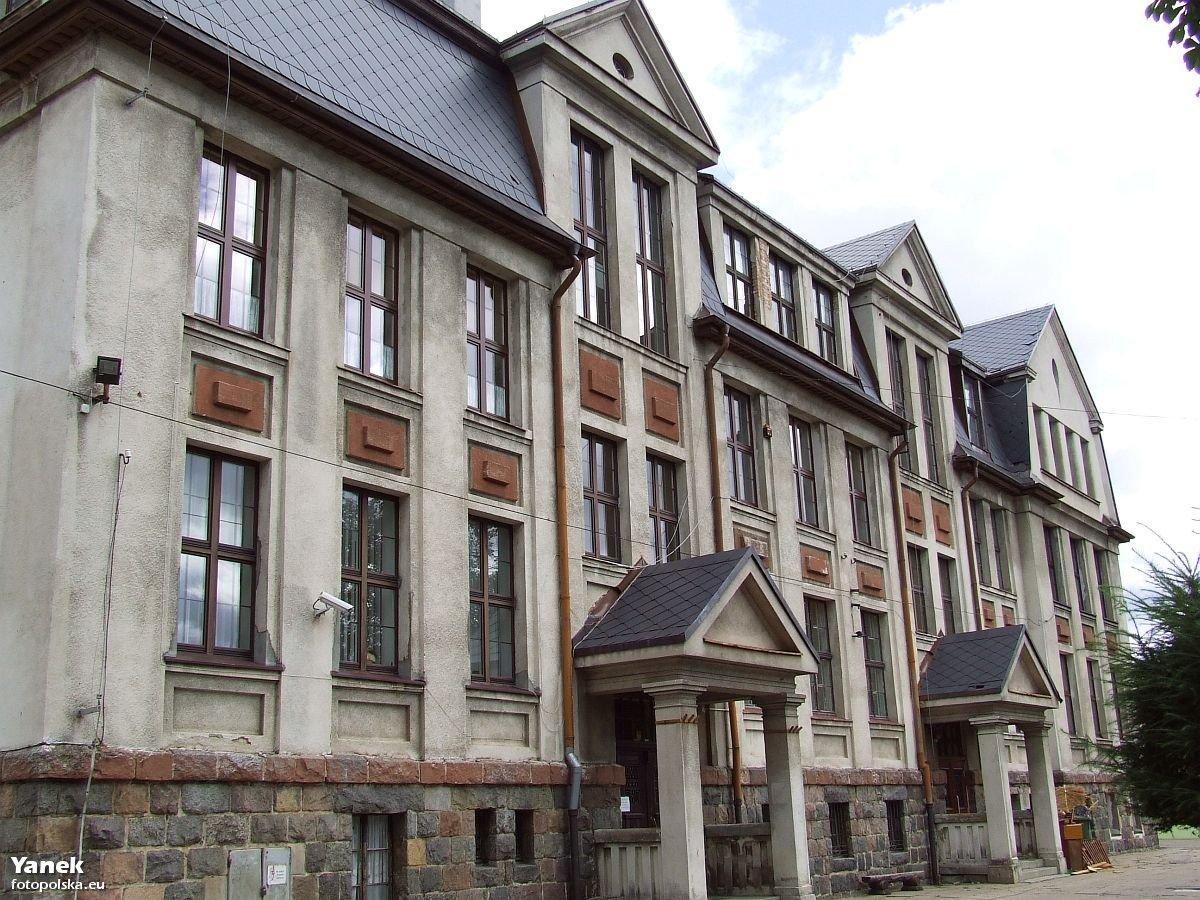
Szkoła Podstawowa nr 1

- Zespół Szkół Zawodowych i Ogólnokształcących im. I Brygady Pancernej im. Bohaterów Westerplatte,
- Liceum Ogólnokształcące nr I im. H. Derdowskiego (kontynuujące tradycje Gimnazjum im. Sienkiewicza),
- Liceum Ogólnokształcące nr II im. A. Majkowskiego,
- Zasadnicza Szkoła Zawodowa Zespołu Szkół Technicznych.

Szkoły dla dorosłych (niepubliczne):
- Zaoczne Uzupełniające Liceum Ogólnokształcące dla Dorosłych (Prywatne Centrum Edukacyjne Marmołowski)
- Szkoła Policealna – kierunki: Technik Informatyk, Technik Ekonomista, Technik Rachunkowości, Technik Administracji (Prywatne Centrum Edukacyjne Marmołowski)

## Kultura

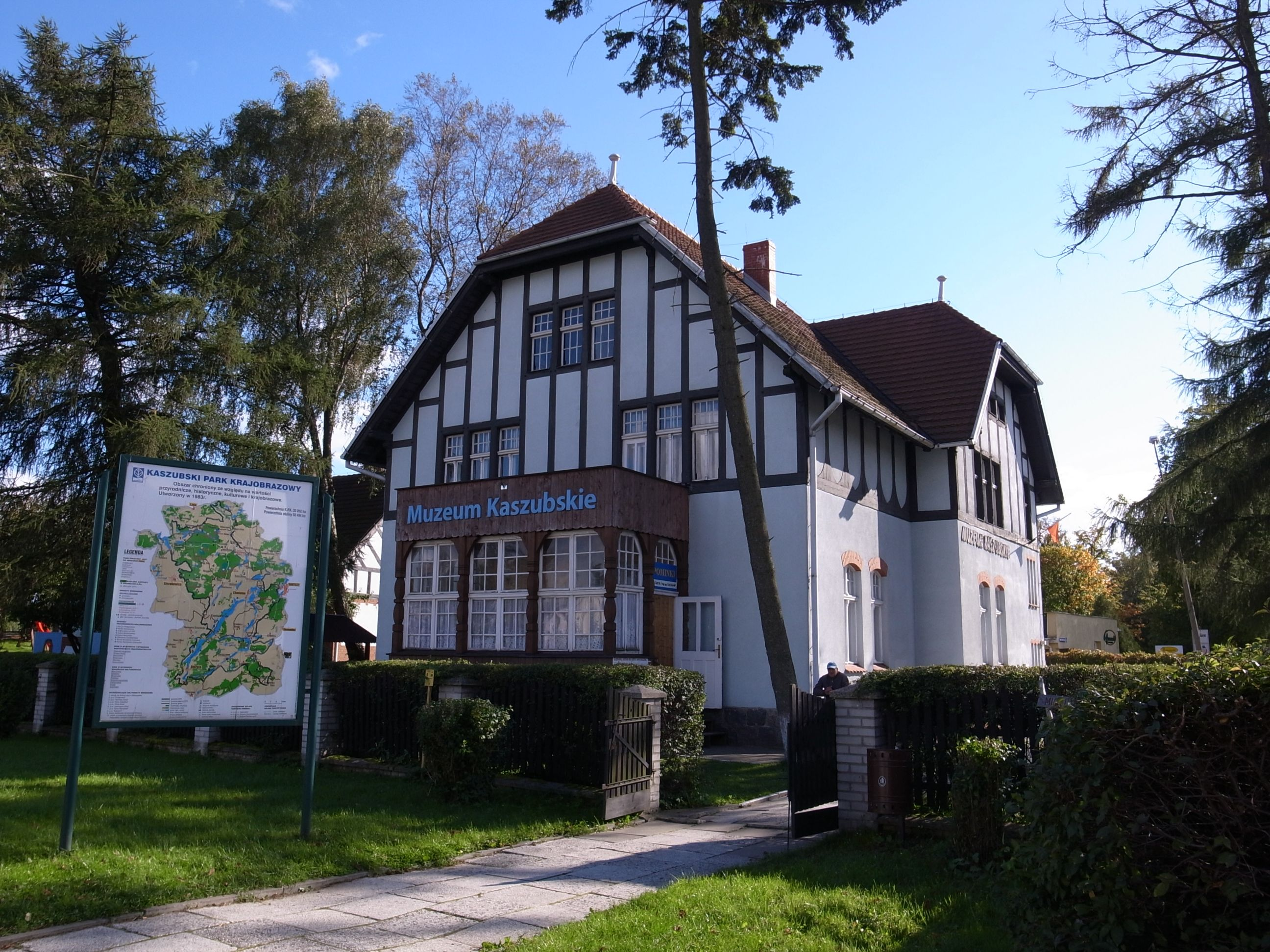
Muzeum Kaszubskie im. Franciszka Tredera

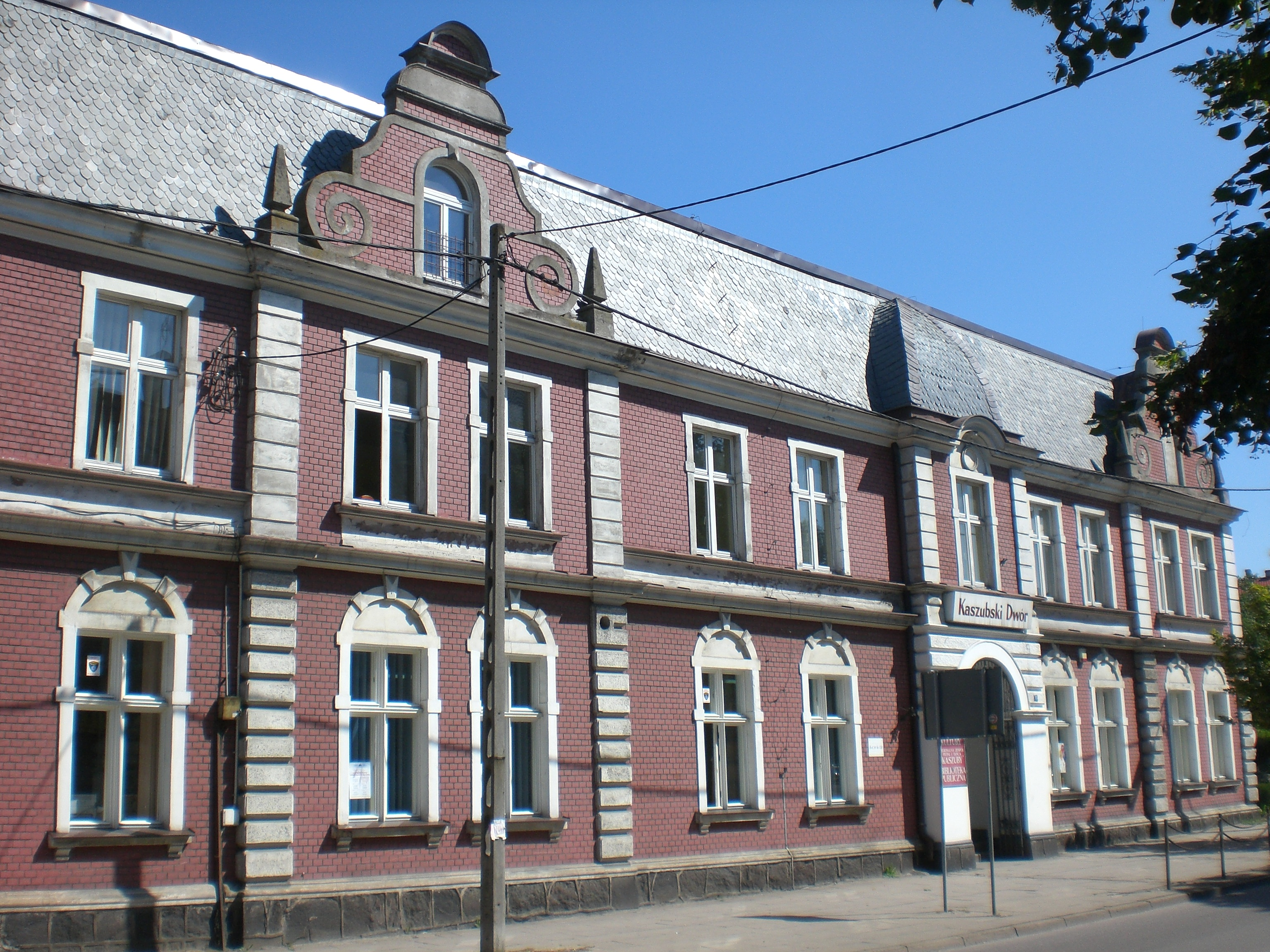
Centrum kultury „Kaszubski Dwór”

### Muzea i galerie
- Muzeum Kaszubskie im. F. Tredera zawierające zbiory dotyczące historii i folkloru Kaszub. Jego oficjalne otwarcie odbyło się 1 maja 1947 roku. Do jego powstania przyczynili się między innymi działacze kaszubscy, którzy utworzyli Towarzystwo Miłośników Muzeum Kaszubskiego im. Aleksandra Majkowskiego w Kartuzach z siedzibą w Gdańsku[48].
- Galeria „Refektarz” przy kolegiacie, w której oprócz wystaw sztuki współczesnej odbywają się również jesienne „Zaduszki Jazzowe” – coroczne koncerty z udziałem polskich gwiazd jazzu.

### Literatura
W Kartuzach mieszkał, pracował i tworzył jeden z pisarzy młodokaszubskich Aleksander Majkowski. Kilka lat przed i po II wojnie światowej w Kartuzach tworzył urodzony w tym mieście Jan Rompski. Literatura kaszubska i kaszubskojęzyczna w Kartuzach nie rozwijała się jednak tak dobrze, jak chociażby w Kościerzynie czy nawet w mniejszych ośrodkach.
Do I Liceum Ogólnokształcącego w Kartuzach uczęszczała Grażyna Pytka, której wiersze pośmiertnie zostały wydane w 2012 roku w tomiku pt. Wrócę. Jest ona patronką założonego w 2011 roku Klubu Literatury i Sztuki im. Grażyny Pytki przy Miejskiej i Powiatowej Bibliotece Publicznej w Kartuzach.
Od roku 2012 w Kartuzach wydawany jest kwartalnik literacki „Światło i Cień”, który zrzesza lokalnych pisarzy i malarzy.

## Turystyka

### Atrakcje turystyczne
Miasto Kartuzy jest jednym z centrów regionu kaszubskiego. W mieście znajdują się atrakcyjnie turystycznie obiekty, z których najcenniejszy jest zespół klasztorny kartuzów zbudowany w stylu gotyckim, a później przebudowywany.

### Szlaki turystyczne
Przez miasto przechodzą 2 szlaki turystyczne: Szlak Kartuski i czerwony Szlak Kaszubski.

### Historia turystyki w Kartuzach
Kartuzy przed II wojną światową stanowiły centrum Szwajcarii Kaszubskiej. Turyści przybywali do miasta przez cały rok, jednakże największe nasilenie było latem. W 1929 roku baza noclegowa kartuskich hoteli wynosiła 180 miejsc. Dodatkowo 100 miejsc znajdowało się w schronisku szkolnym w Szkole Powszechnej. Uzupełnieniem bazy były liczne pensjonaty. W 1936 roku został wydany pierwszy przewodnik po Szwajcarii Kaszubskiej autorstwa Aleksandra Majkowskiego.
W 1947 roku w Kartuzach otwarto Muzeum Kaszubskie. W połowie lat 50. XX wieku nastąpił znaczny rozwój turystyki. Baza noclegowa w porównaniu do stanu przedwojennego była jeszcze skromna (w Kartuzach funkcjonował tylko jeden hotel). W 1955 roku kartuski oddział PTTK uruchomił stację turystyczną w Kartuzach, co rozpoczęło wytaczanie szlaków i rozwój „wczasów wędrownych”. W 1964 roku w Kartuzach było już 2 446 miejsc noclegowych. W 1969 roku – 3 136 miejsc, do tego funkcjonowało 5 wypożyczalni ogólnodostępnych sprzętu turystycznego oraz 18 wypożyczalni zakładowych. Liczba turystów, która w 1969 roku odwiedziła powiat kartuski, wyniosła 620 tys., w tym 964 turystów z zagranicy (głównie innych państw socjalistycznych).

## Parki

### Park 66 Kaszubskiego Pułku Piechoty im. Marszałka Józefa Piłsudskiego
Położony przy ul. Parkowej i przylegający do budynku Poczty Polskiej park jest jednym z dwóch najstarszych kartuskich parków. Do 1920 roku był on nazywany „parkiem Finka” – założyciela działającego w okresie pruskim Towarzystwa Upiększania Kartuz. Później, w okresie międzywojennym, zaczęto nazywać go parkiem mniejszym. W 2016 roku uchwałą Rady Miejskiej w Kartuzach park otrzymał obecną nazwę, a w 2019 roku w parku 66 Kaszubskiego Pułku Piechoty odsłonięty został pomnik Marszałka Józefa Piłsudskiego – patrona pułku.

### Park im. Matki Boskiej Królowej Polski
W przypadające w 1882 roku 500-lecie założenia osady w parku ustawiono upamiętniający to wydarzenie obelisk, który jest najstarszym kartuskim pomnikiem. W roku 1903 ustawiony został w nim również pomnik poległych (Kriegerdenkmal) nazywany „pomnikiem pruskiego wojaka”. Na bocznych ścianach cokołu umieszczone zostały tablice z nazwiskami żołnierzy z powiatu kartuskiego, którzy polegli w wojnach z lat 1864, 1866 i 1870–1871. W miejscu rozebranego w roku 1921 Kriegerdenkmal ustawiono pomnik Matki Bożej Królowej Korony Polskiej. W uroczystości jego poświęcenia, jaka miała miejsce w roku 1927, wzięło udział około 30 tys. uczestników z całej Polski. We wrześniu 1939 roku pomnik M.B.K.K.P. został zniszczony, a jego elementy ukryto na terenie kartuskiej parafii. W roku 1941 do parku wrócił odnaleziony przez Niemców Kriegerdenkmal, który w październiku 1945 roku ponownie został zastąpiony zrekonstruowanym pomnikiem M.B.K.K.P. W roku 2000 Rada Miejska w Kartuzach nadała parkowi aktualnie obowiązującą nazwę.

### Park przy ul. Aleksandra Majkowskiego
Park urządzony został na terenie stanowiącym w latach 1862–1968 cmentarz ewangelicki. Przypomina o tym kamień ustawiony z inicjatywy Towarzystwa Miłośników Kartuz w 70-lecie nadania praw miejskich. W parku przy fontannie z inicjatywy Zrzeszenia Kaszubsko-Pomorskiego w roku 1976 odsłonięty został pomnik Aleksandra Majkowskiego, który w roku 1993 przeniesiono przed budynek Szpitala Powiatowego w Kartuzach.

### Park im. dra Henryka Kotowskiego
Henryk Kotowski w roku 1940 skierowany został przez niemieckie władze okupacyjne do Kartuz celem sprawowania opieki lekarskiej nad ludnością polską powiatu kartuskiego i w Kartuzach mieszkał do końca życia. W czasie wojny mieszkał w budynku przy ul. Bielińskiego, z którego okna bezpośrednio wychodzą na park. Zasłużył się jako lekarz, działacz społeczny i kaszubski. W parku zainstalowane są tablice biograficzne, dzięki którym można zapoznać się z jego życiorysem. O nadanie parkowi imienia patrona w roku 1995 wspólnie wystąpiło Towarzystwo Miłośników Kartuz i Zrzeszenie Kaszubsko-Pomorskie Oddział w Kartuzach.

### Park „Solidarności”
Sąsiadujący z Kartuskim Centrum Kultury park jest głównym miejscem organizacji imprez plenerowych. Na jego terenie cyklicznie organizowany jest Jarmark Kaszubski, letnie seanse filmowe, festyny oraz pokazy sztucznych ogni. Park był miejscem głównych wydarzeń związanych z XXIV Światowym Zjazdem Kaszubów, który odbył się w Kartuzach w roku 2023 – w setną rocznicę nadania praw miejskich. W parku znajduje się plac zabaw dla najmłodszych oraz skatepark. Swoją nazwę otrzymał on w roku 2000.

### Park św. Jana Pawła II
Park został zaprojektowany i urządzony w latach 2005–2006. Na podstawie uchwały Rady Miejskiej w Kartuzach z 2006 roku, zmienionej w roku 2022, park nosi aktualną nazwę. Usytuowany jest w pobliżu kolegiaty kartuskiej, pomiędzy starym cmentarzem a Klasztorną Strugą. Dla upamiętnienia papieża Jana Pawła II w centralnej jego części posadzony został dąb nazwany Dębem Jana Pawła II. Nasiona potrzebne do wyhodowania sadzonek pozyskane zostały od jednego z najstarszych polskich dębów – Dębu Chrobry. Zostały one poświęcone przez Ojca Świętego podczas Ogólnopolskiej Pielgrzymki Leśników do Watykanu w roku 2004, o czym informuje postawiony przy drzewie granitowy kamień.

### Park im. Danuty Siedzikówny pseudonim „Inka”
Nazywany przez Aleksandra Majkowskiego „małym parkiem na północnej stronie Sądu Grodzkiego” park w roku 2013 uchwałą Rady Miejskiej w Kartuzach otrzymał nazwę: imienia Danuty Siedzikówny pseudonim „Inka”. Patronka była sanitariuszką w Armii Krajowej. Po wojnie została skazana przez Wojskowy Sąd Rejonowy w Gdańsku na karę śmierci za działalność w antykomunistycznym podziemiu i wyrok ten został wykonany. W 2015 roku w parku odsłonięto poświęcony jej obelisk. Znajduje się w nim również szereg innych kamiennych rzeźb, stanowiących pokłosie organizowanego przy udziale Gminy Kartuzy Międzynarodowego Sympozjum Rzeźby w Granicie – Geometra Kamienia. Celem cyklicznego wydarzenia jest tworzenie monumentalnych obiektów rzeźbiarskich w granicie polnym i osadzenie ich w przestrzeni publicznej na terenie Kartuz.

### Park Teodora Elasa
Park imienia Teodora Elasa położony jest pomiędzy parkiem Solidarności, a ul. Klasztorną, która oddziela go od budynku I Liceum Ogólnokształcącego im. Hieronima Derdowskiego. Jego patron przez wiele lat pełnił funkcję dyrektora tej szkoły. Park otrzymał swoją nazwę w roku 2017. W centralnej jego części znajduje się kamienny obelisk informujący, że w tym miejscu w latach 1490–1847 znajdował się cmentarz oraz pierwszy kościół pw. św. Katarzyny. U wylotu ul. Klasztornej przy parku znajduje się kaplica św. Brunona – założyciela Zakonu Kartuzów. Za zgodą Kongregacji Kultu Bożego i Dyscypliny Sakramentu w Rzymie w roku 2002 św. Brunon został patronem miasta Kartuz.

### Park im. Towarzystwa Miłośników Kartuz
Usytuowany naprzeciwko głównego wejścia do kartuskiej kolegiaty park urządzony został w roku 2018 w ramach Kartuskich Inicjatyw Mieszkańców, będących częścią Gminnego Programu Rewitalizacji Kartuz. W parku zasadzone zostały lipy, przy których zamontowano tabliczki upamiętniające zasłużone dla Kartuz osoby. Wśród nich znaleźli się: Jan z Rusocina, który przekazał zakonowi kartuzów ziemię pod budowę klasztoru, Jan Thiergart – fundator kartuskiej świątyni, Jan Deterhus – pierwszy przeor zakonny, Jerzy Schwengel – XVIII-wieczny przeor i kronikarz zakonu oraz ostatni kartuski mnich Piotr Kazimierz Nitsch. Z okazji 30-lecia Towarzystwa Miłośników Kartuz Rada Miejska w Kartuzach zdecydowała o tym, aby park nosił imię tego stowarzyszenia.

## Sport i rekreacja

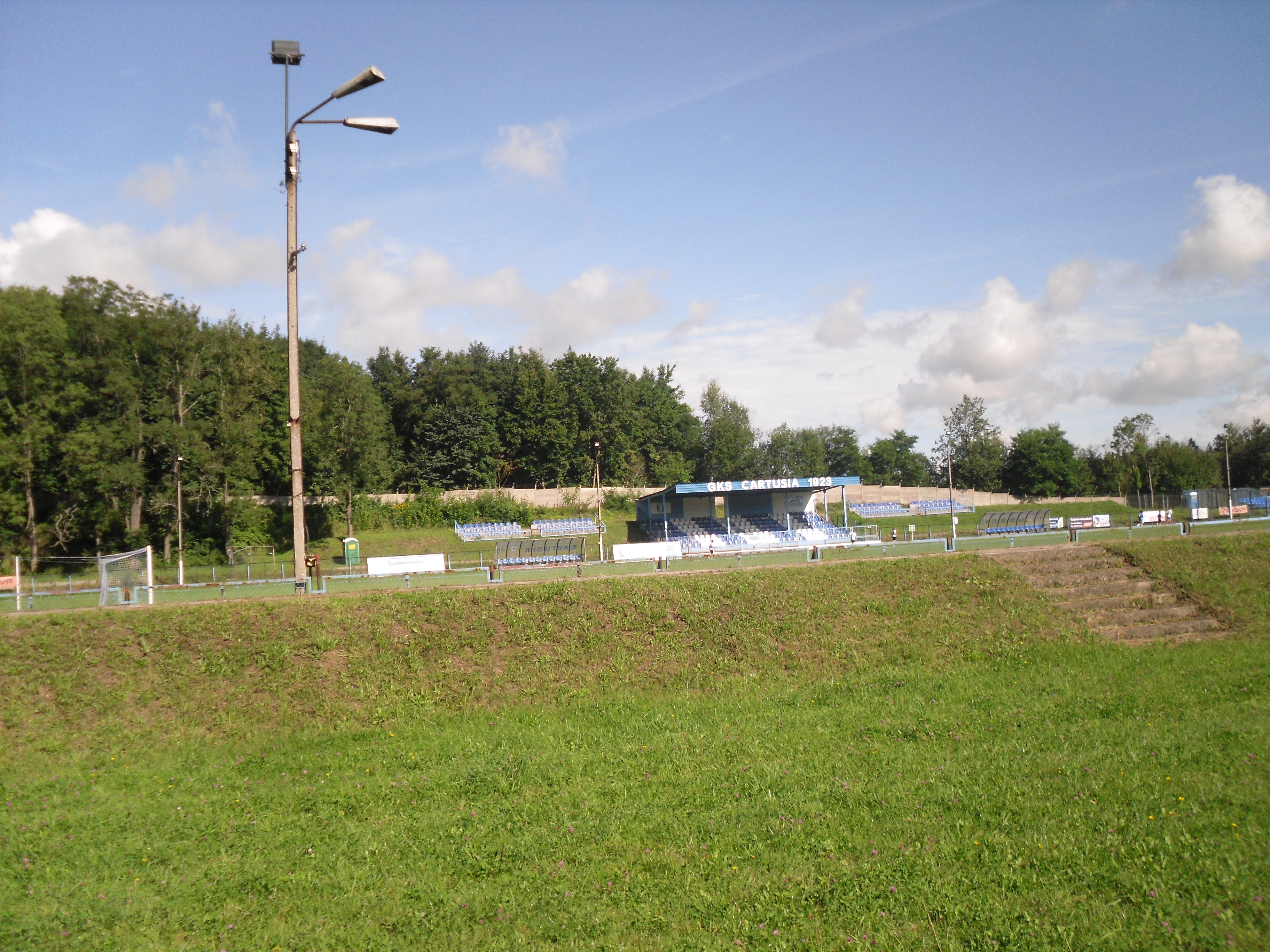
Stadion Cartusii

### GKS Cartusia
W Kartuzach funkcjonuje od roku 1923 klub sportowy Gminny Klub Sportowy Cartusia. Najpopularniejszym sportem od lat są tutaj zapasy. W Kartuzach urodził się Andrzej Wroński, wychowanek GLKS Moreny Żukowo, dwukrotny mistrz olimpijski (Seul 1988 i Atlanta 1996), mistrz świata i kilkakrotny mistrz Europy. W Kartuzach funkcjonuje sekcja zapaśnicza przy GKS Cartusii, ale żaden z zawodników tego klubu nie powtórzył sukcesów Wrońskiego.
Przy klubie działa również sekcja piłki ręcznej, narciarska, lekkoatletyczna, pływacka oraz sekcja kolarska, której wychowankiem jest Szymon Sajnok. W 2009 roku od klubu odłączyła się sekcja piłki nożnej tworząc nowe stowarzyszenie o nazwie GKS Cartusia 1923.

### Cartusia 1923 Kartuzy
W Kartuzach działa klub piłkarski Cartusia 1923 Kartuzy. Obecnie grający w III lidze w grupie II.

### KS LOT „Dziesiątka” Kartuzy
Wychowanką klubu jest m.in. Diana Malotka-Trzebiatowska.

## Wspólnoty wyznaniowe

### Katolicyzm
- Kościół greckokatolicki:

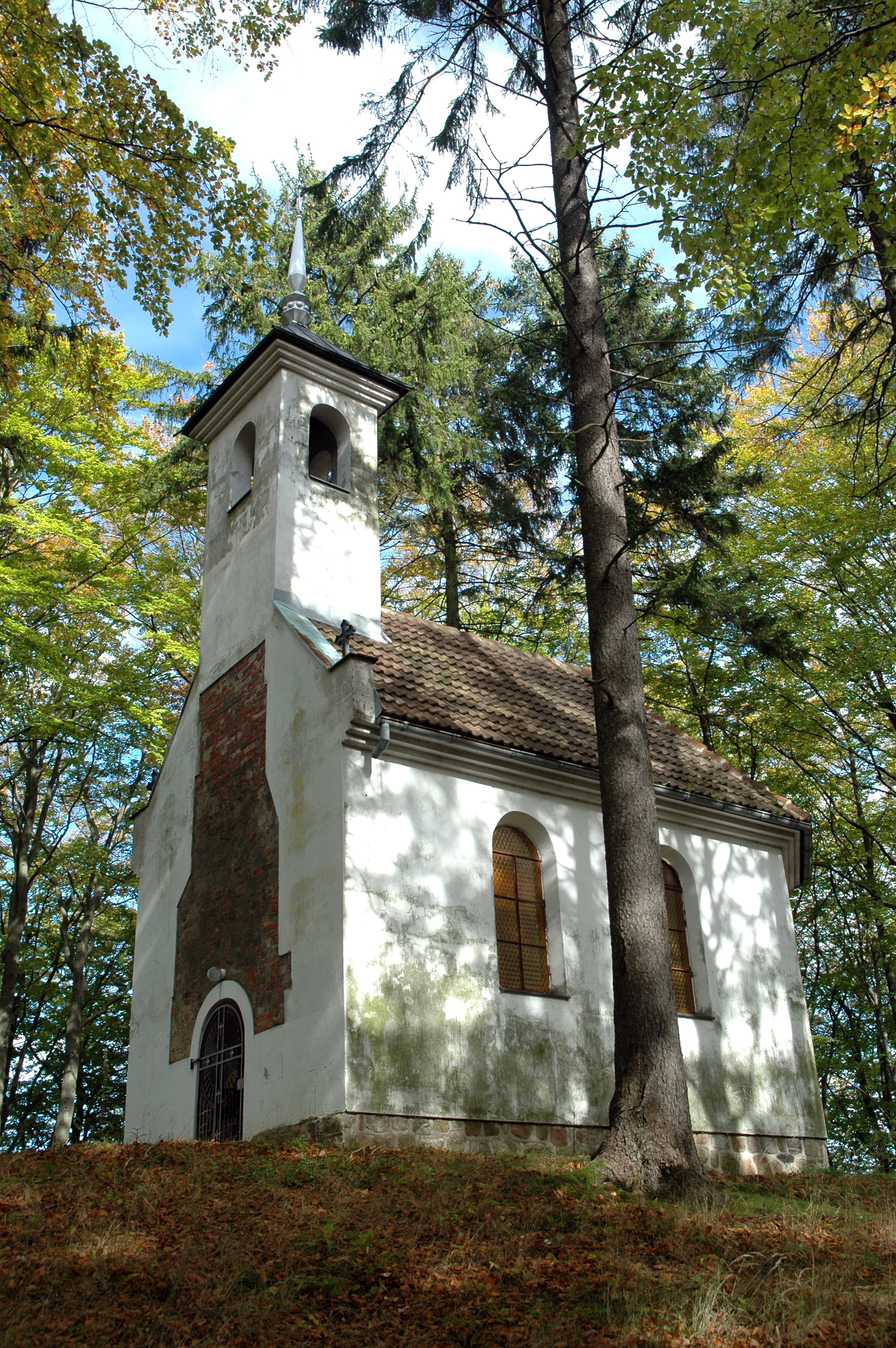
Kaplica św. Krzyża

  - ośrodek duszpasterski w Kartuzach, stanowiący filię parafii greckokatolickiej Zaśnięcia Najświętszej Maryi Panny w Lęborku, nabożeństwa prowadzone są w kaplicy Sióstr Miłosierdzia św. Wincentego a Paolo[78]
- Kościół rzymskokatolicki:
  - parafia rzymskokatolicka św. Kazimierza[79]
  - parafia rzymskokatolicka św. Wojciecha[79]
  - parafia rzymskokatolicka Wniebowzięcia NMP[79]

### Kościoły protestanckie
- Kościół Chrześcijan Baptystów w RP:
  - zbór w Kartuzach[80]
- Kościół Chrześcijan Wiary Ewangelicznej w RP:
  - zbór w Kartuzach[81]

### Świadkowie Jehowy
- zbór Kartuzy (Sala Królestwa: Dzierżążno)[82]

### Gmina żydowska
Kartuzy od 1932 roku były siedzibą jednej z największych gmin żydowskich na Pomorzu. Mimo że liczba Żydów w samym mieście w dwudziestoleciu międzywojennym nie przekraczała 50, w Kartuzach znajdowała się synagoga oraz cmentarz żydowski. W 1934 roku do gminy żydowskiej w Kartuzach należało 860 członków nie tylko z powiatu kartuskiego, ale również wejherowskiego, kościerskiego oraz puckiego.